# Yukon (Territorium)
Yukon ist ein Territorium im äußersten Nordwesten Kanadas mit einer Fläche von 482.443 km². Im Westen grenzt das Territorium an Alaska (Vereinigte Staaten), im Osten an die Nordwest-Territorien und im Süden an die Provinz British Columbia. Der Arktische Ozean bildet die Nordgrenze. Etwa zwei Drittel der rund 43.000 Einwohner (2021) leben in der weit im Süden gelegenen Hauptstadt Whitehorse. Von den Einwohnern des Territoriums zählt das für die Ureinwohner zuständige Ministerium rund 9500 zu den 16 First Nations.
Im Südwesten des Territoriums liegt der mit 5959 Metern höchste Berg Kanadas, der Mount Logan. Er ist nach dem 6190 Meter hohen Denali in Alaska der zweithöchste Berg Nordamerikas.
Seit mindestens zwölf Jahrtausenden leben Menschen in Yukon. Für diese Zeit lassen sich die Vorfahren der heutigen Indianer (in Kanada heute oft First Nations genannt) nachweisen, die der athabaskischen Sprachfamilie angehören. Sie lebten bis Mitte des 20. Jahrhunderts nomadisch, wobei sie die Winter in immer denselben Dörfern verbrachten. Nach frühen Handelsbeziehungen, bei denen Pelze im Mittelpunkt standen, brachten Goldfunde am Klondike für kurze Zeit mehr als 100.000 Einwanderer in das dünn besiedelte Gebiet. Heute leben die Yukoner überwiegend von Tourismus, Rohstoffgewinnung und Dienstleistungen, die Jagd spielt nur noch bei wenigen indigenen Gruppen eine Rolle.

## Name

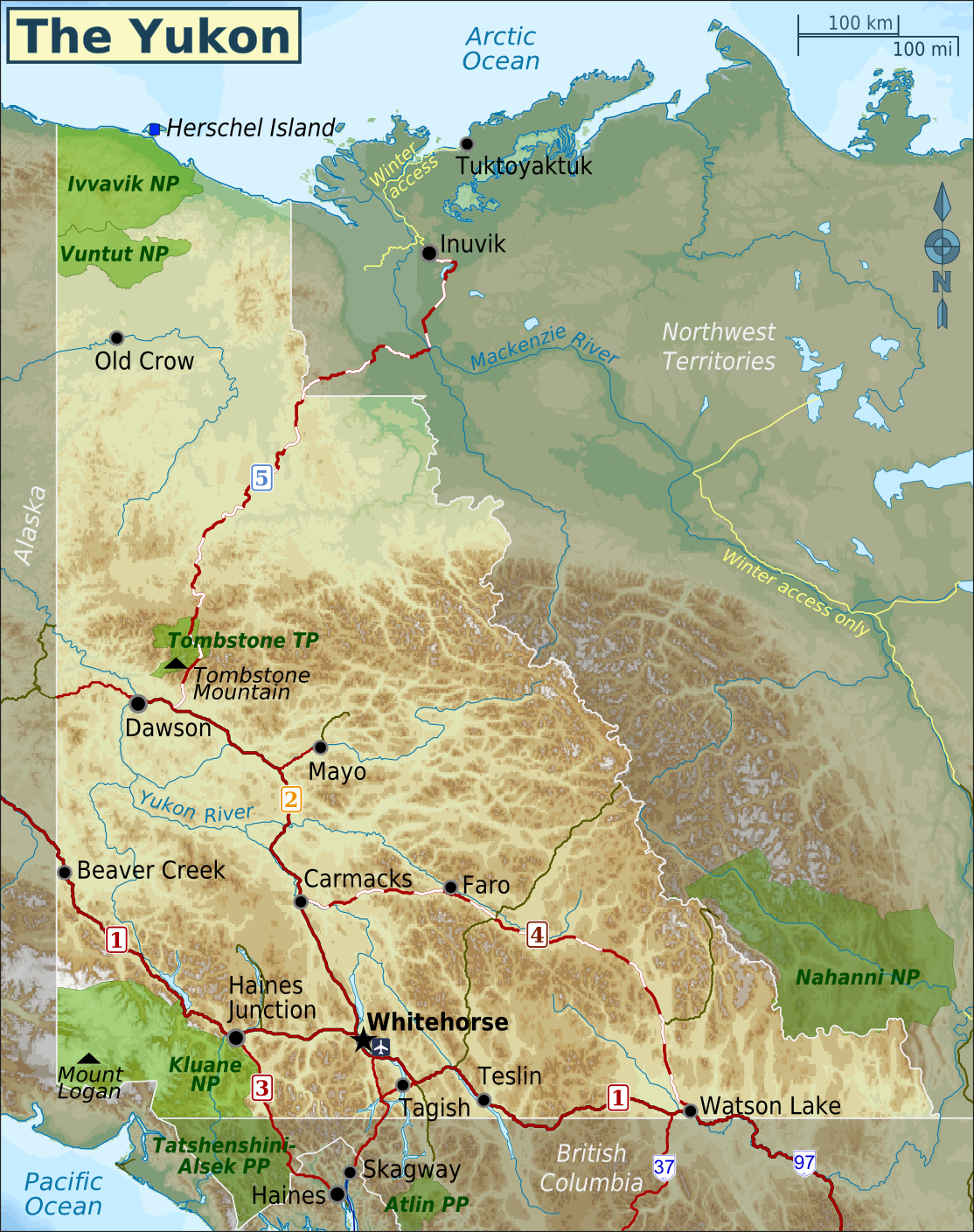
Übersichtskarte

Der Name Yukon geht auf den gleichnamigen Fluss, den Yukon River zurück, der durch das Territorium und dann westwärts nach Alaska fließt. Seine Bezeichnung geht wiederum auf yu-kun-ah zurück, die Bezeichnung des Flusses durch die Gwich'in-Indianer als „großer Fluss“. Bis 2003 wurde das Territorium Yukon-Territorium (Yukon Territory) genannt.

## Geografie

### Ausdehnung und Grenzen
Im Westen grenzt Yukon an Alaska, im Süden an British Columbia, im Osten an die Nordwest-Territorien und im Norden an die Beaufortsee.
Die Ostgrenze verläuft im Süden des Territoriums etwa entlang der Wasserscheide zwischen den Entwässerungsgebieten des Yukon und des Mackenzie River, im Norden schließt sie Liard und Peel River überwiegend mit ein.

### Geologie und Landschaft
Vor etwa 205 Millionen Jahren wurde eine tektonische Großplatte im Nordosten des Panthalassa-Ozeans, die Farallon-Platte, erstmals unter die Nordamerikanische Platte gedrückt, die sich westwärts bewegte. Dies brachte neben großen Granitmengen eine ausgedehnte Vulkankette hervor. Diese Vulkane sind heute erloschen und stark erodiert, doch hinterließ der Vulkanismus oft meterdicke Schichten von Vulkanasche und -glas. Die Nordwestküste Kanadas, und damit der heutige Yukon, entstand zudem durch die Kollision vulkanischer Inseln, die sich über rund 1000 bis 1500 km erstreckten, mit einem bereits vor dem Jura existierenden Kontinent, vor etwa 180 Millionen Jahren. Sie sind ein Teil der zerbrochenen Farallon-Platte; ein westwärts dahinter liegender Teil der Platte wurde ebenfalls unter den Kontinent gedrückt. Dabei entstand eine Gebirgskette, die als Omineca bezeichnet wird und die vom Yukon bis nach Oregon reicht; auch weiter ostwärts wurden Gebirgsketten aufgefaltet und durch Schmelzgestein erhöht.

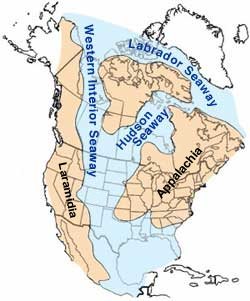
Nordamerika in der Kreidezeit

Vor 115 Millionen Jahren kollidierte eine zweite Inselkette mit dem Kontinent, die Insular Volcanic Islands, wobei in British Columbia das größte Granitlager Amerikas entstand. Diese Kollision formte einen neuen Vulkangürtel, den Coast Range Arc, der ebenfalls bis in den Yukon reicht. Dortige Überreste sind Vulkane wie der Montana Mountain südlich von Carcross oder Mount Nansen und Skukum westlich von Carmacks. Der enorme Druck brachte große Mengen an Gneis hervor.
Vor 80 bis 90 Millionen Jahren zerbrach die nordpazifische Farallon-Platte in zwei Teile; die nördliche war die Kula-Platte, was zunächst an der Bruchstelle vor der Küste Kaliforniens neue Hebungen hervorbrachte. Später, vor vier bis sieben Millionen Jahren, entstand die Olympic Peninsula in Washington durch die bis heute bestehende, südlich abgebrochene Juan-de-Fuca-Platte. Die Kula-Platte im Norden bewegte sich seit etwa 60 Millionen Jahren weniger ostwärts als parallel zum Kontinent, so dass die Subduktionen endeten und sich stattdessen Richtung Yukon und Alaska fortsetzten.

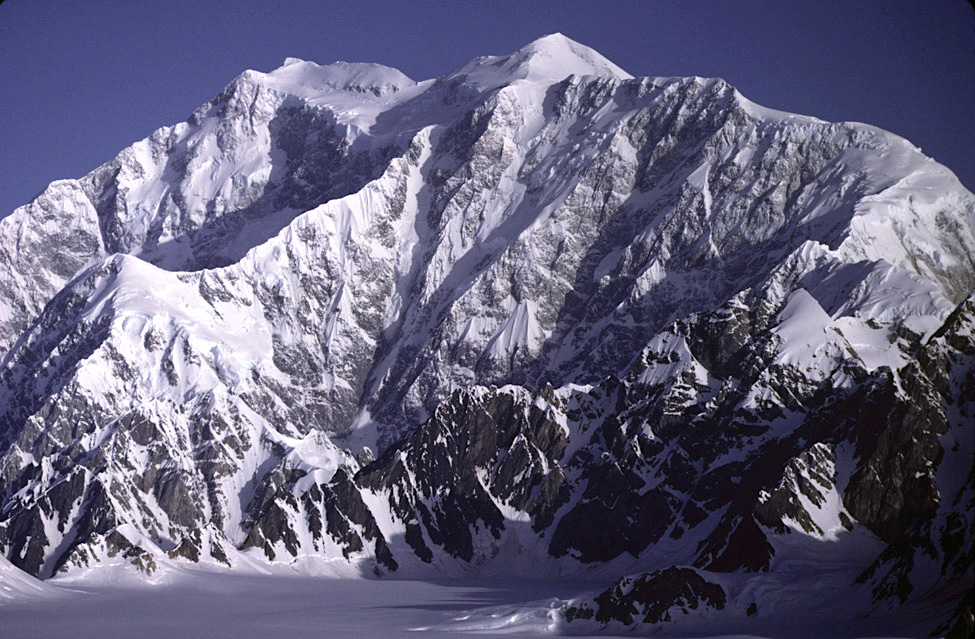
Mount Logan, der höchste Berg Kanadas

Abgesehen von den Gebieten um die Beaufortsee im Norden bildet das Territorium seitdem einen Teil der nördlichen Rocky Mountains und des Küstengebirges, das sich von British Columbia bis nach Alaska erstreckt. Der Südwesten wird dabei von der Eliaskette dominiert, wo sich der Kluane-Nationalpark befindet, der zum Welterbe zählt, ebenso wie der bereits auf britisch-kolumbianischem Gebiet befindliche Tatshenshini-Alsek Park, die zusammen 97.000 km² umfassen. Dort befinden sich auch die höchsten Berge des Territoriums, wie der Mount Logan (5959 m) sowie die Gletscher des Logan, Hubbard und Kaskawulsh. Diese Gebirgskette hält die Feuchtigkeit, die ansonsten die Westküste Nordamerikas prägt, von Yukon fern. Daher war das dahinter liegende Gebiet während der Eiszeiten verhältnismäßig trocken, was wiederum eine Vergletscherung des Territoriums, sieht man vom Küstengebirge und vom Osten ab, weitgehend verhinderte. So entstand Beringia, eine von extrem weitläufigen Gletschern umgebene Tundrenlandschaft.

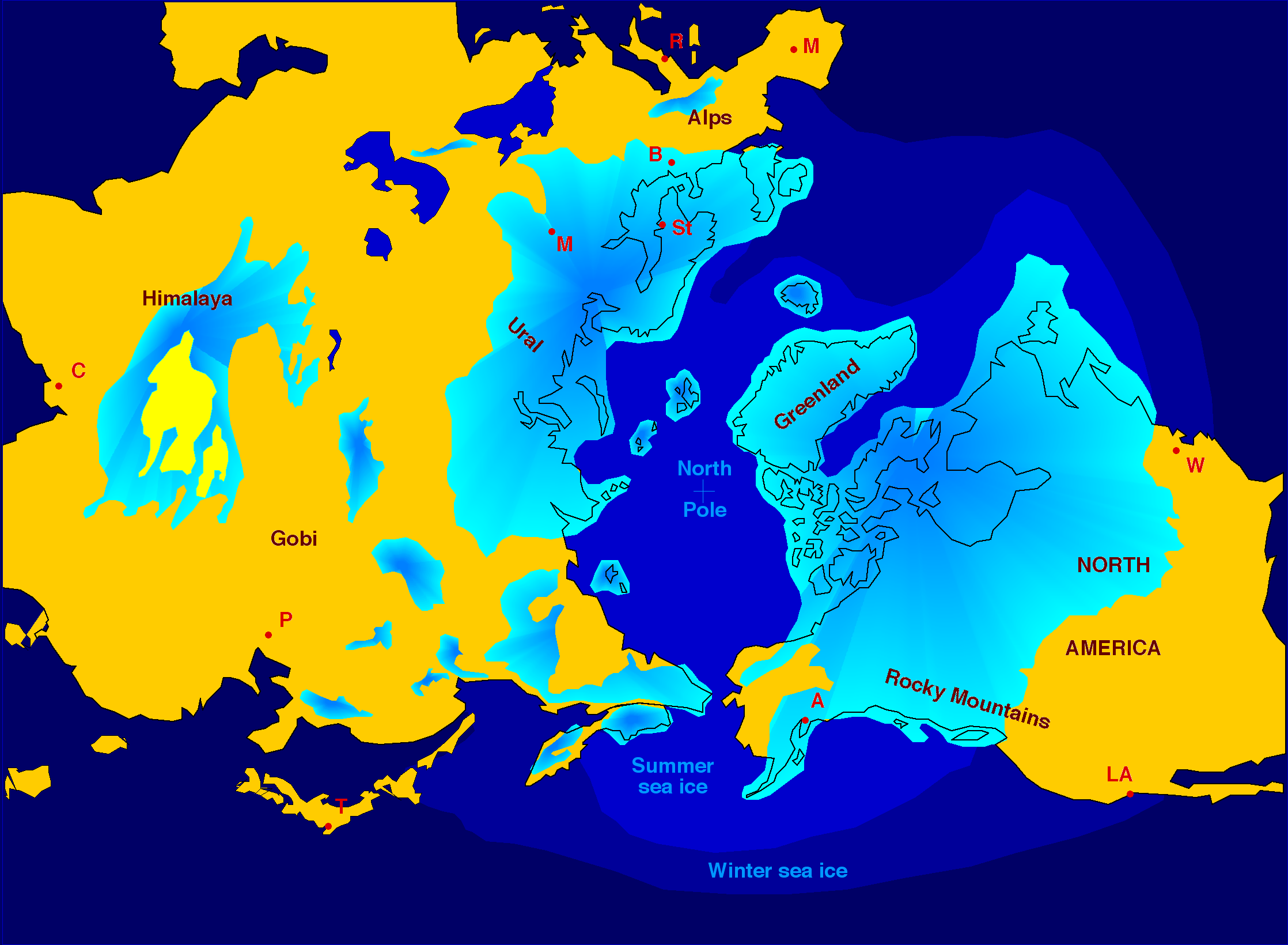
Beringia, ein eisfreies Gebiet, während der letzten Eiszeit

Permafrost, also Boden, der nie auftaut, zeigt sich heute im Norden durchgängig, in weiten Teilen des Territoriums überwiegend, im Süden gelegentlich. Er reicht bis zu einer Tiefe von mehr als 300 m, doch nimmt diese Tiefe nach Süden schnell ab. 1982 betrug die Tiefe bei Old Crow rund 63 m, bei Mayo 1991 bis 40 m, bei Takhini bis 16 m und bei Teslin nur noch bis zu zwei Meter. Insgesamt ist der Permafrostboden im Rückzug begriffen.
Entlang der Südgrenze des Territoriums bilden, neben verschiedenen Gebirgszügen (Ranges) wie Englishman Range oder Simpson Range, die Cassiar Mountains einen markanten Einschnitt. In diesem vergleichsweise waldreichen Gebiet befindet sich auch die Hauptstadt Yukons, Whitehorse. Die Ostgrenze verläuft durch die Mackenzie Mountains, die sich bereits überwiegend in den Nordwest-Territorien befinden. Der höchste Gipfel dieser Gebirgskette, der 2972 m hohe Keele Peak, liegt unmittelbar an der Ostgrenze.

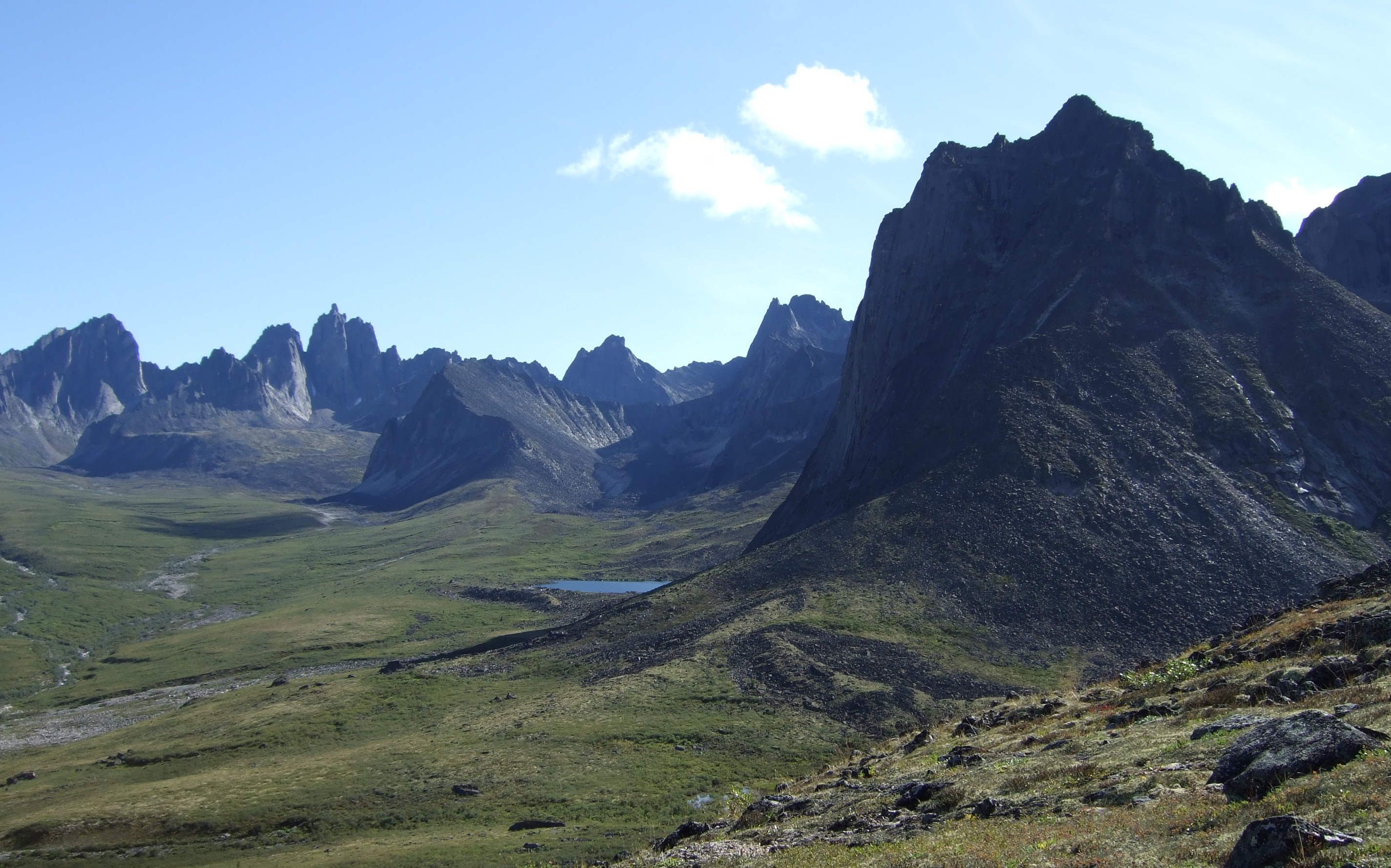
Ogilvie-Berge, nördlich von Dawson

Nördlich der Cassiar Mountains schließen sich die Ketten der Pelly Mountains – ihr höchster Gipfel ist der Fox Mountain (2404 m) –, nördlich der Eliaskette die Samson Range an, deren höchster Gipfel der Klaza Mountain mit 1939 m ist. Zwischen diesen Gebirgszügen befinden sich die Entwässerungsgebiete des Teslin (393 km), des Pelly (530 km) und des Yukon Rivers (3120 km). Hinzu kommen zahlreiche kleinere Flüsse, wie der Klondike, an dessen Einmündung in den Yukon sich Dawson befindet, nach Whitehorse der größte Ort des Territoriums mit etwa 1300 Einwohnern. Von dort schließen sich nordwärts die Ogilvie Mountains an, deren höchste Gipfel Mount Frank Rae (2360 m), Yoke (2249 m), Tombstone Mountain (2196 m), Mount Monolith (2135 m) und Mount Patterson (2042 m) sind.
Nördlich dieser Kette befindet sich das Entwässerungsgebiet des Porcupine Rivers, der in den Ogilvie Mountains entspringt und in Alaska in den Yukon mündet. Am Fluss liegt der nördlichste Ort des Territoriums, Old Crow, und dort lebt der nördlichste Indianerstamm, die Vuntut Gwitchin. Nördlich des Porcupine wurde der Ivvavik-Nationalpark eingerichtet, der sich bis zum Arktischen Ozean erstreckt, östlich erstrecken sich die Richardson Mountains (1240 m) bis zur Ostgrenze Yukons.
Einige Gebirgsketten in British Columbia und in Yukon gehören zu dem um den Pazifik liegenden Feuerring. Das nördlichste der kanadischen Vulkanfelder, die zu diesem Ring gehören, ist das Fort Selkirk Volcanic Field, das beim namengebenden Fort Selkirk liegt. Insgesamt befinden sich rund einhundert Vulkanfelder im Territorium. Bekannte Vulkane sind der 1239 m hohe Volcano Mountain, der 2106 m hohe Ibex Mountain rund 30 km südwestlich von Whitehorse, aber auch der Bennett Lake Volcanic Complex, eine Caldera.

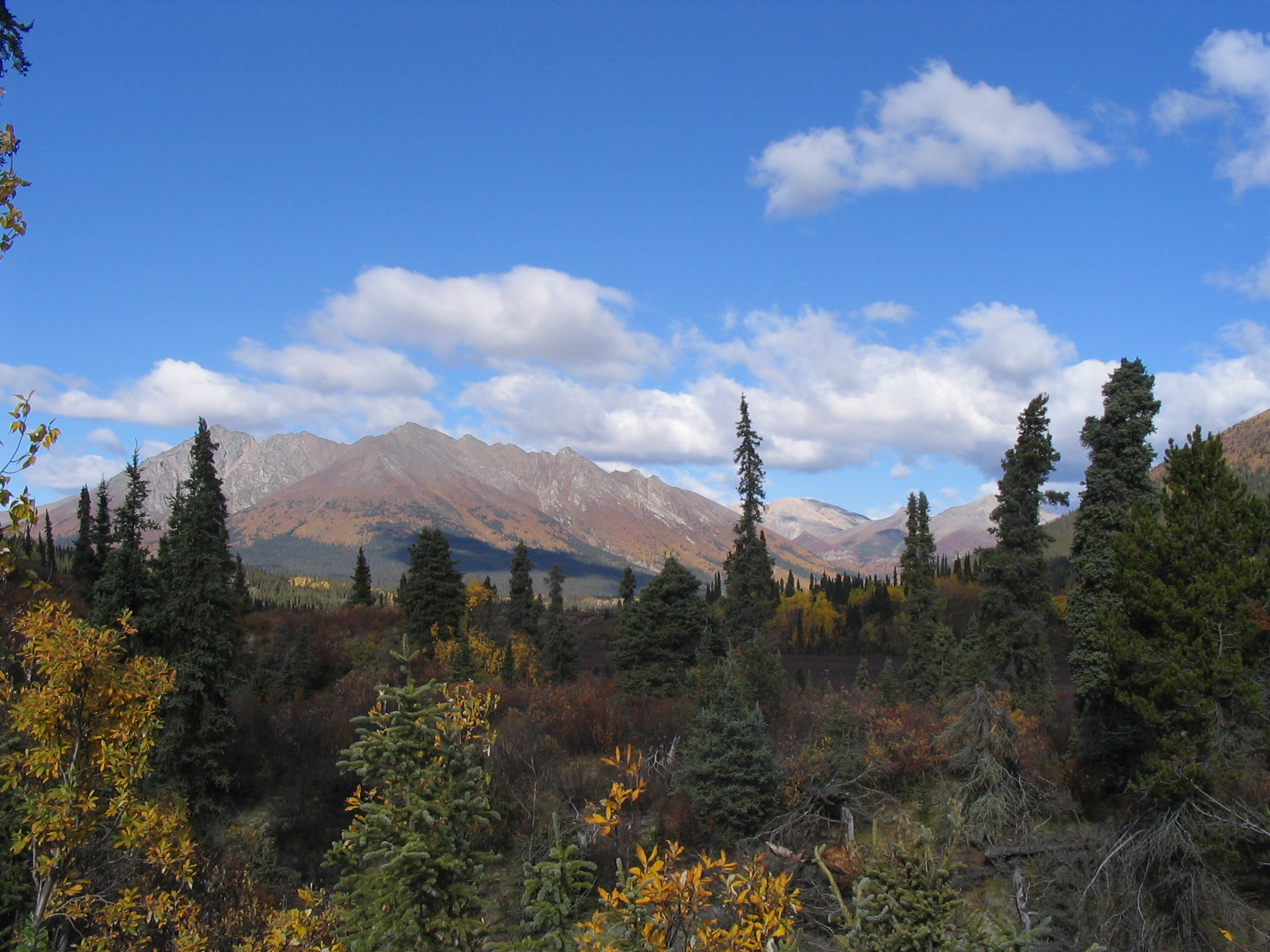
Region Quiet Lake an der South Canol Road

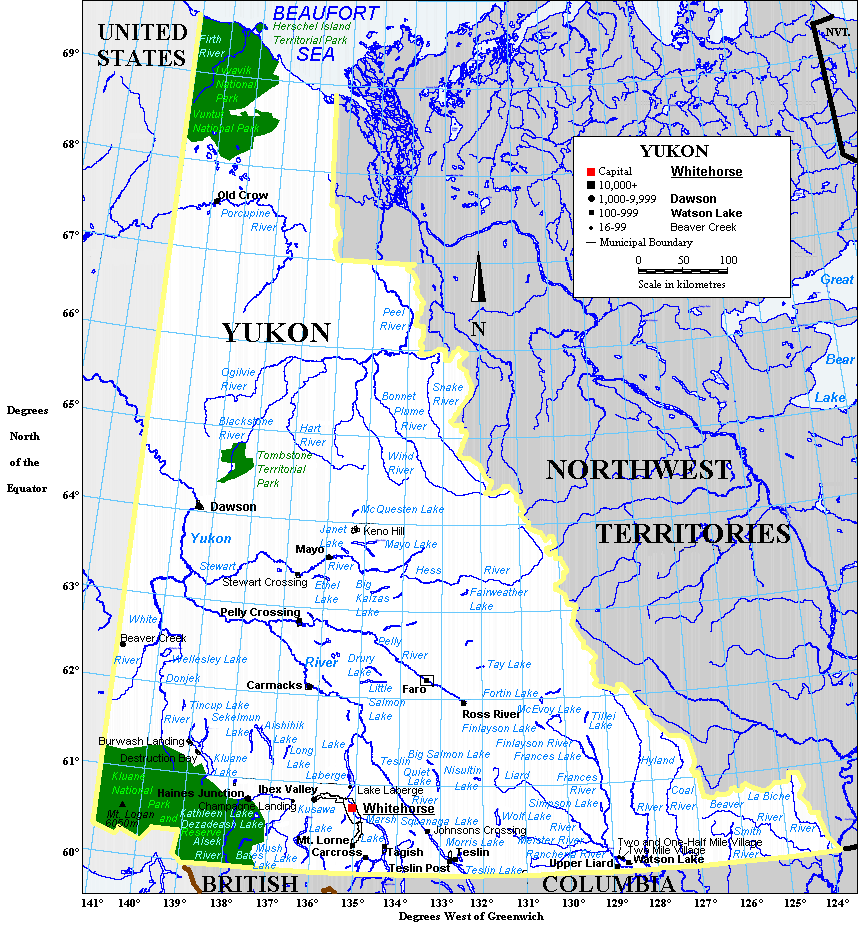
Flusssysteme und Orte im Yukon

Der überwiegende Teil des Territoriums liegt im Entwässerungsgebiet des Yukon, der westwärts durch Alaska fließt und ins Beringmeer mündet. Hinzu kommen die Entwässerungsgebiete des Mackenzie und Alsek-Tatshenshini sowie zahlreicher kleinerer Flüsse, die in die Beaufortsee münden. Die beiden größten, in den Mackenzie mündenden Flüsse sind der Liard und der Peel; der Porcupine und der Klondike River münden in den Yukon.
Trotz des trockenen Klimas gibt es zahlreiche Seen, besonders im Entwässerungsgebiet des größten Flusses, des Yukon. Dazu zählen der Teslin und der Atlin, der Tagish und der Marsh Lake sowie der Lake Laberge oder der seit 1958 aufgestaute Schwatka Lake. Weitere Seen finden sich am Fuß der Gletscherzone im Südwesten, wie Kluane, Dezadeash und Kusawa Lake. Im Süden des Vuntut-Nationalparks finden sich zahlreiche weitere Seen.
Dieses System von Flüssen und Seen bildete Ende des 19. Jahrhunderts die Ausgangsbasis für die Verkehrserschließung des Territoriums von der Küste her, während das Mackenziegebiet von der Hudson Bay erschlossen wurde.

### Klima

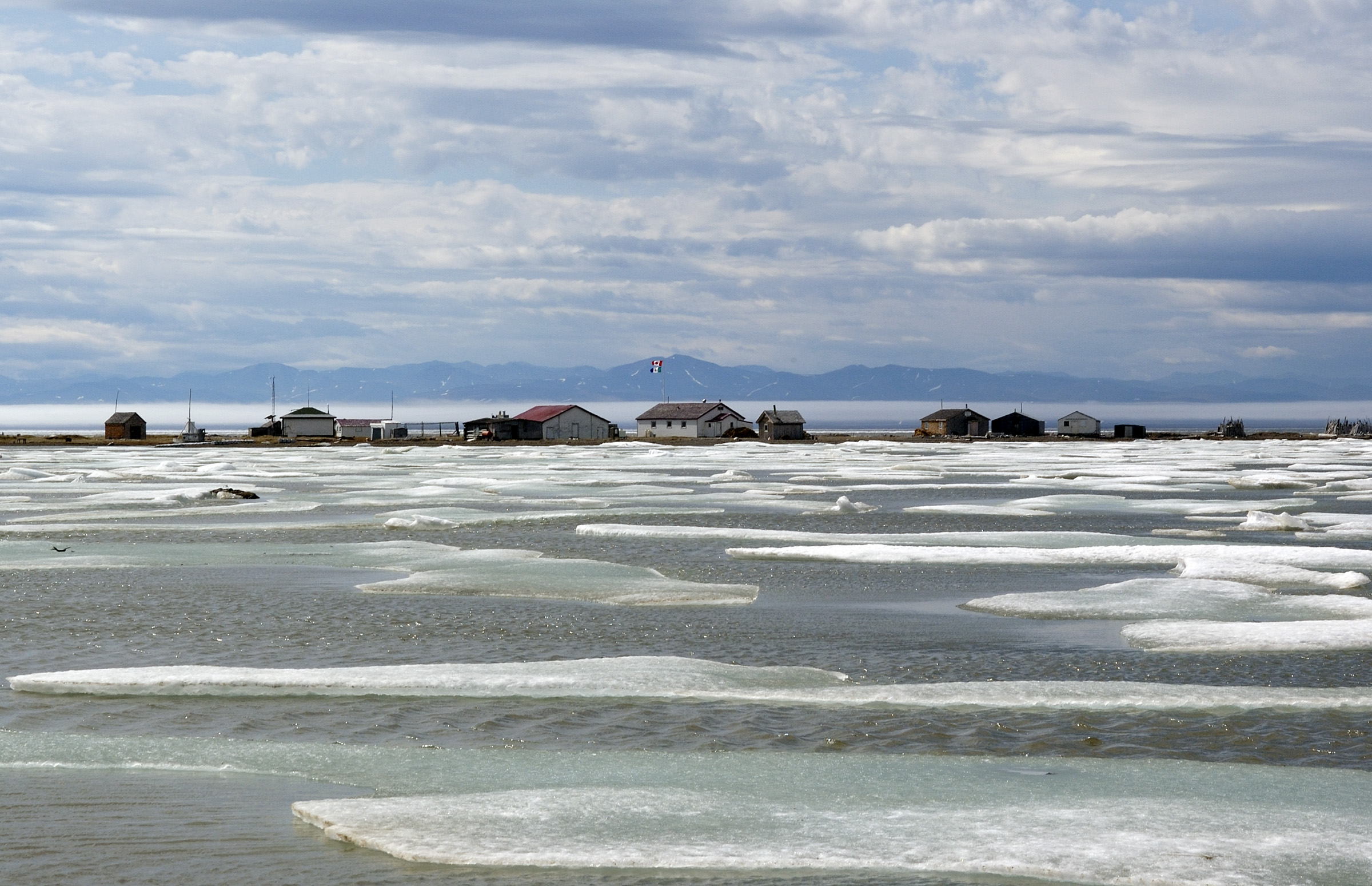
Walfängersiedlung in der Pauline Cove auf Herschel Island

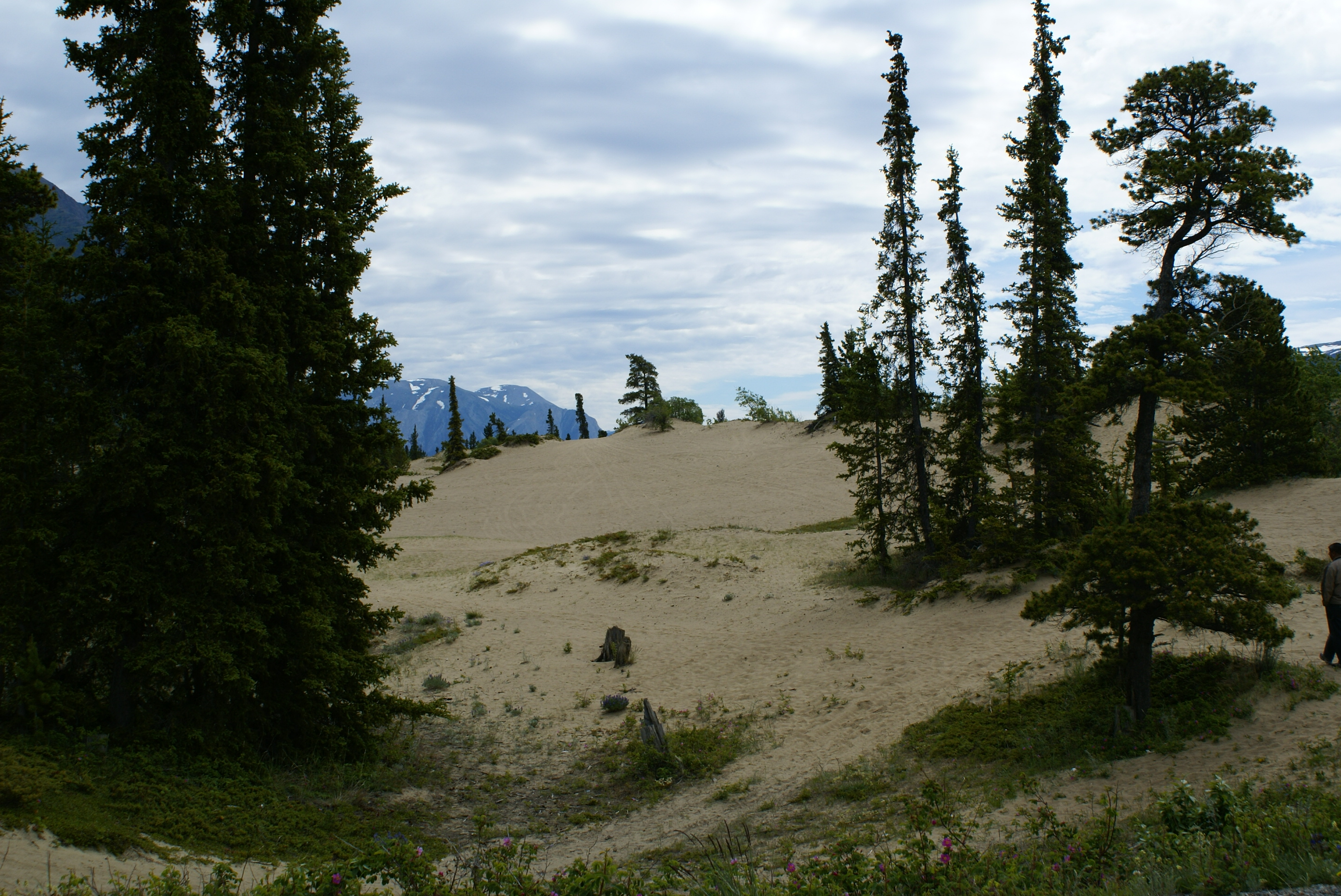
Carcross Desert, eine Dünenlandschaft bei Carcross

Das Klima ist kaltgemäßigt (boreal). Im Norden, wie etwa auf Herschel Island, ist es arktisch mit sehr kalten und langen Wintern und kurzen Sommern. Ähnliche Verhältnisse finden sich in den Klimaten de Hochgebirge. Als kälteste Region Nordamerikas gilt das Gebiet um Snag, wo am 3. Februar 1947 −63 °C gemessen wurden. Im Winter 2004/2005 wurden in Burwash Landing −58 °C gemessen. Das gesamte Territorium ist kontinental bis hochkontinental mit recht wenig Niederschlag. Diese Niederschläge fallen etwa zur Hälfte als Schnee. Dabei sorgen die Gletscher mit ihrem Schmelzwasser für zahlreiche Flüsse und Bäche im Südwesten, obwohl im Windschatten der beinahe 6000 m hohen Gebirgskette, die die feuchten Westwinde fernhält, wenig Regen fällt. Ein besonders trockenes Gebiet bildet das so genannte Carcross Desert bei Carcross, wo seit der letzten Eiszeit auf rund 2,5 km² Sanddünen bestehen.
Die Durchschnittstemperatur in Whitehorse liegt im Januar bei −17,7 °C, im Juli bei 14,1 °C, die Niederschlagsmenge liegt bei 267,4 mm pro Jahr. Hingegen liegt die entsprechende Temperatur in Old Crow bei −31,1 °C bzw. 14,6 °C, die Niederschlagsmenge beträgt rund 267 mm.

### Flora und Fauna
Abgesehen vom äußersten Norden mit seiner arktischen Tundra und den Gebirgskämmen sowie den Gletschergebieten, ist der überwiegende Teil des Territoriums von borealen Nadelwäldern durchsetzt. Der Süden und das Zentrum gehören, entsprechend der Klassifizierung der kanadischen Regionen durch die McGill University in Montréal, zur Boreal Cordillera Ecozone, während die nördlicheren Gebiete zur Taiga Cordillera Ecozone gerechnet werden.

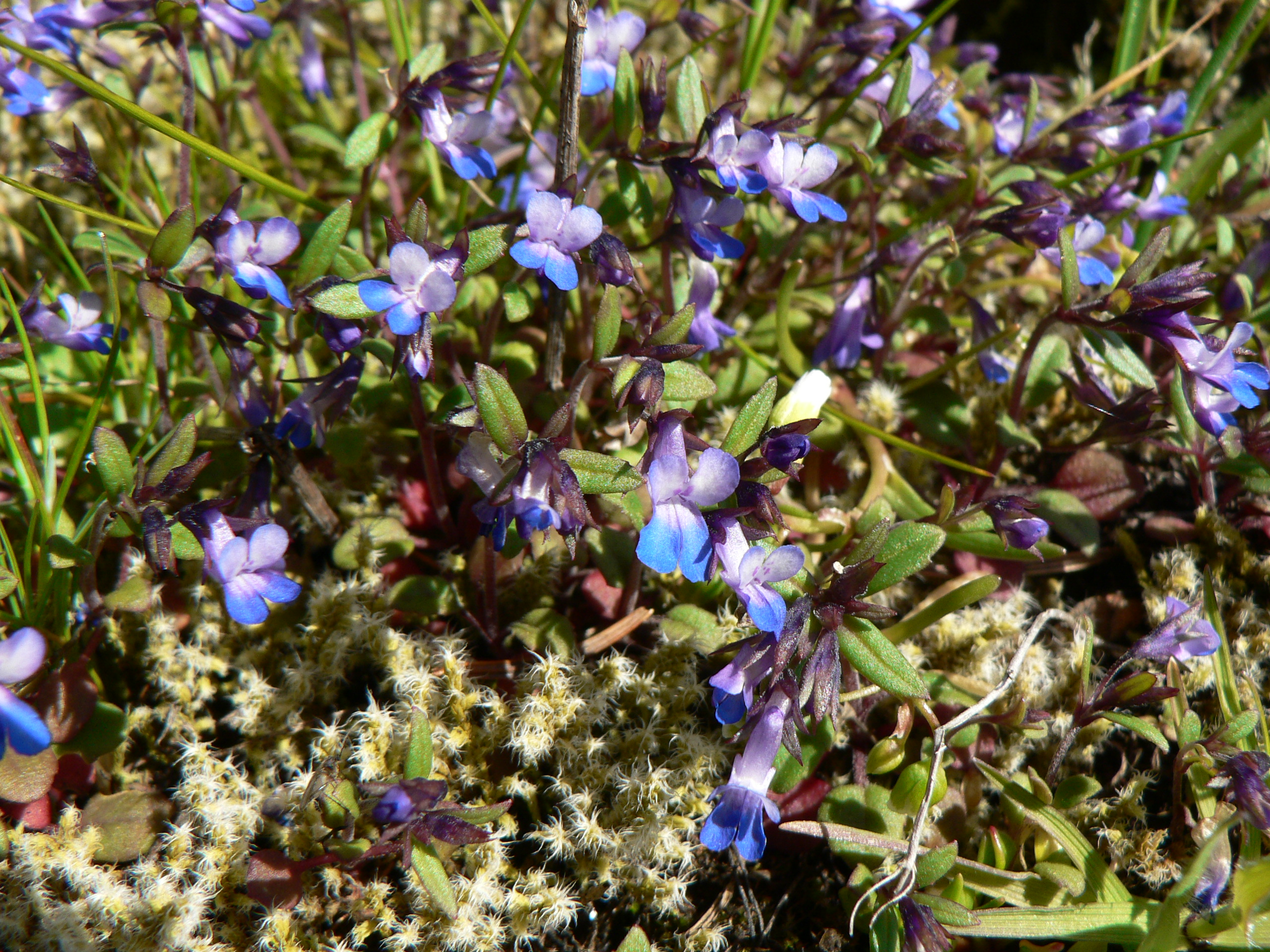
Collinsia parviflora, im Yukon maiden blue eyed Mary genannt, wächst in feuchten, kühlen Waldgebieten

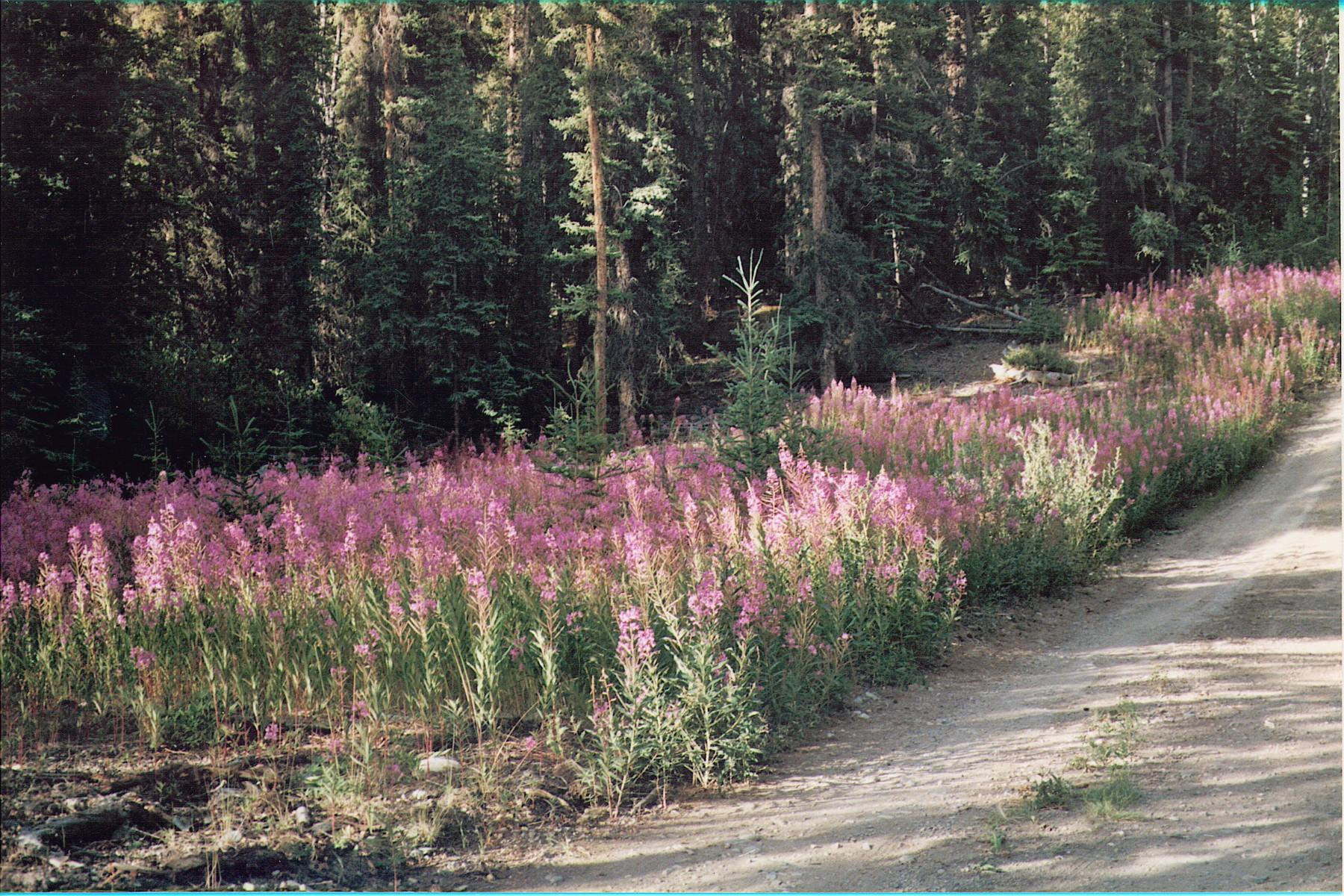
Schmalblättriges Weidenröschen (Fireweed) gilt als die Pflanze des Territoriums, dahinter Weißfichten; im südlichen Yukon

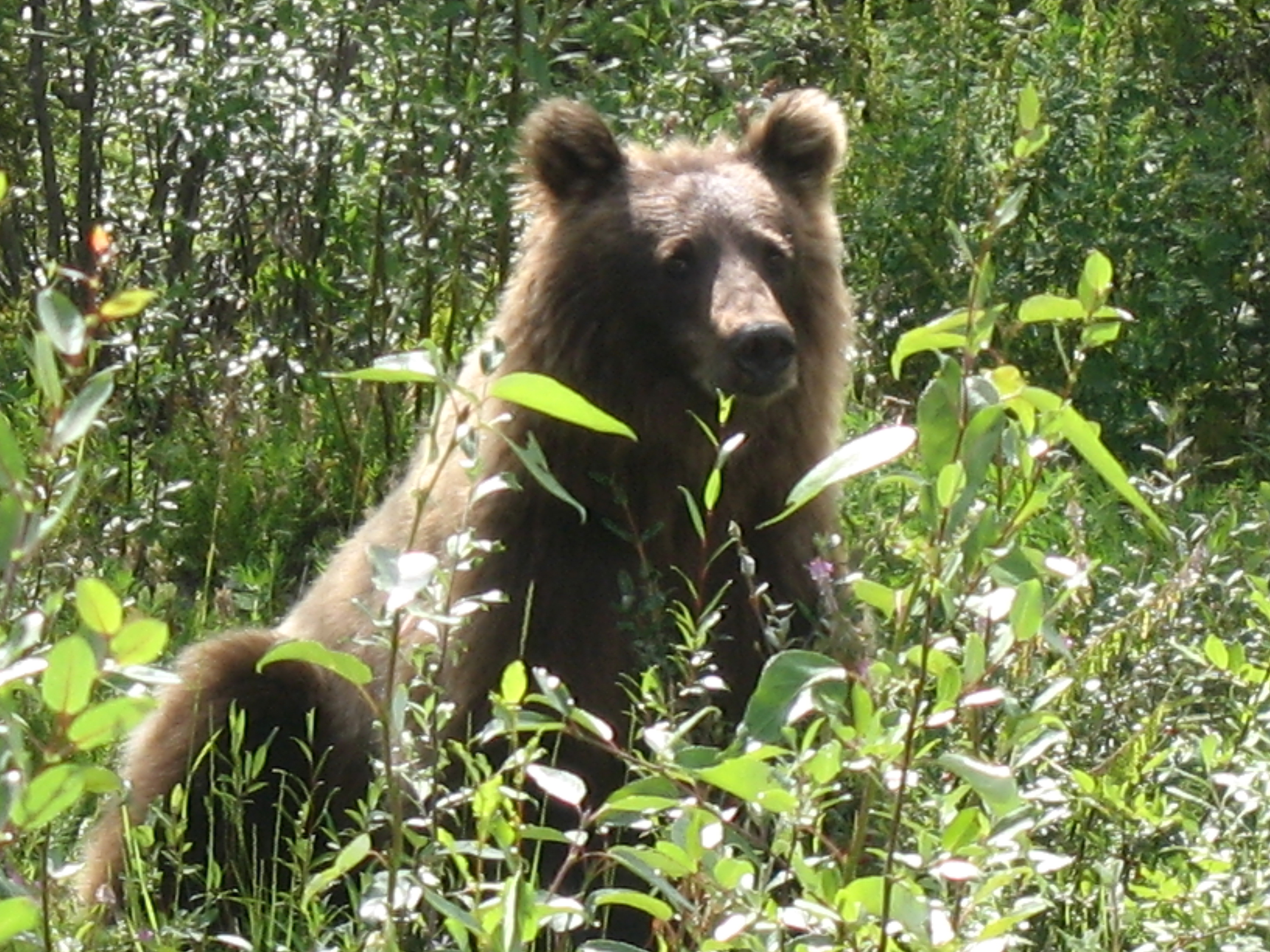
Grizzly im westlichen Yukon

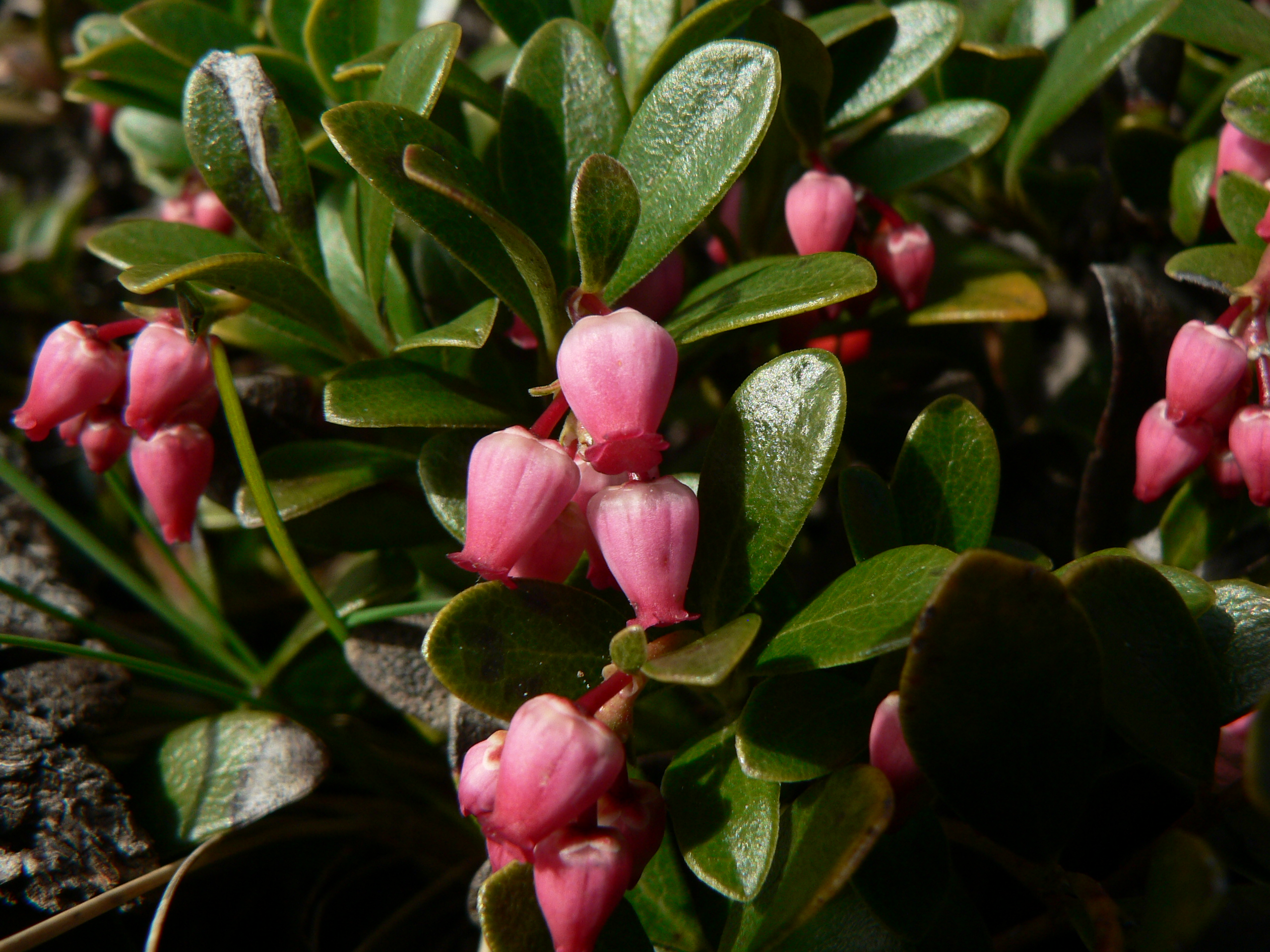
Echte Bärentraube, Kinnikinnick genannt

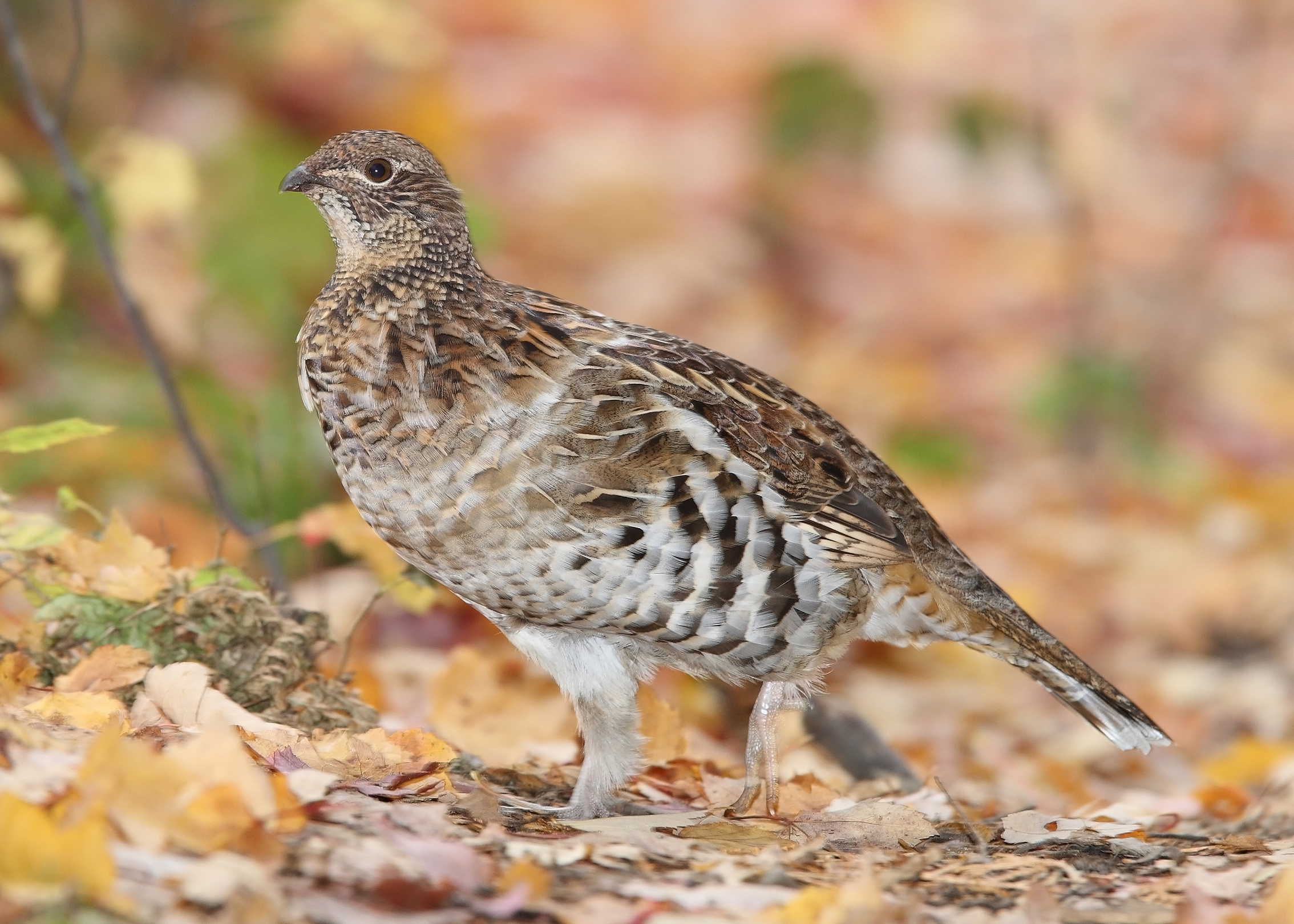
Kragenhuhn (Bonasa umbellus), Ruffed Grouse genannt

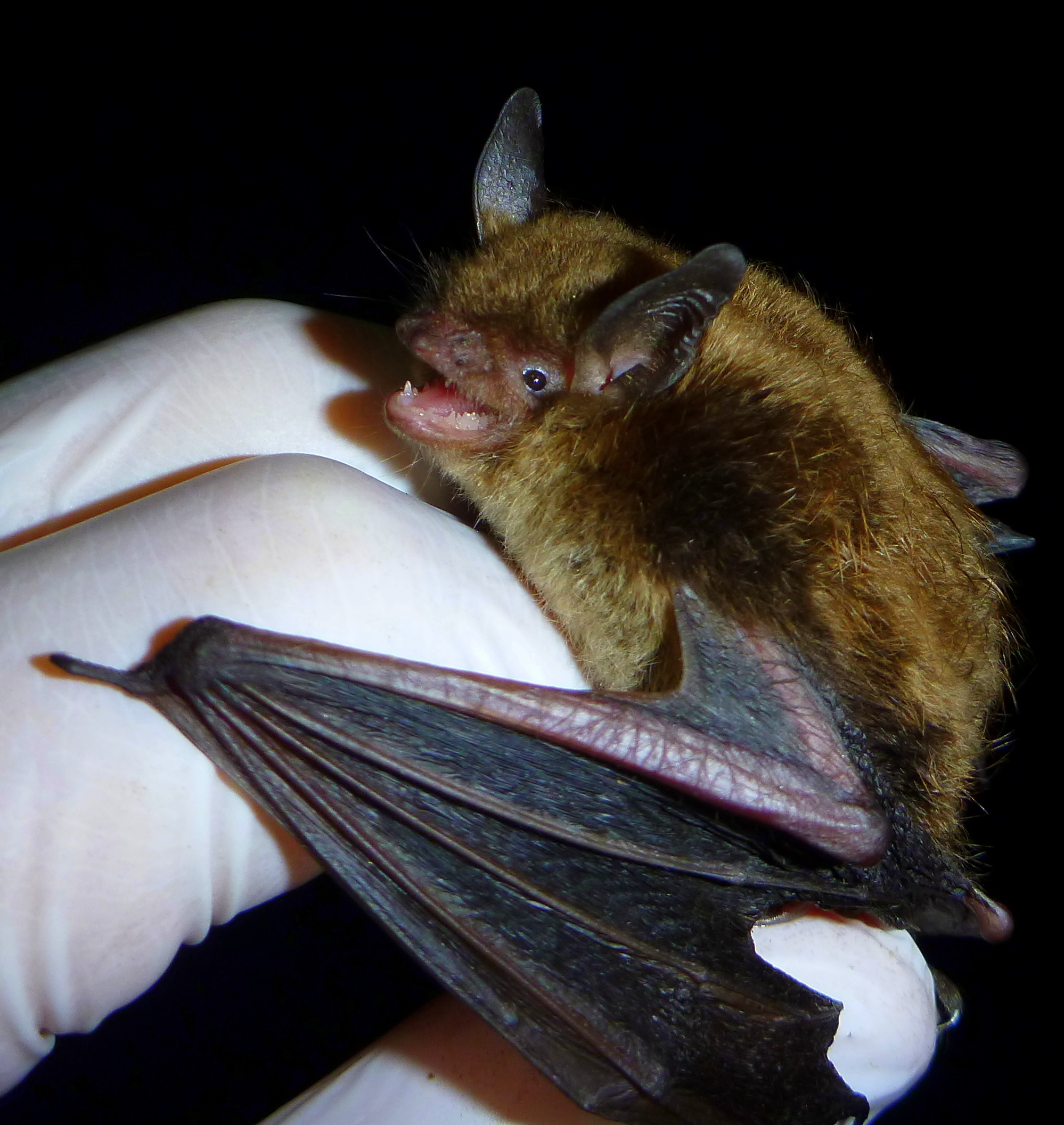
Myotis lucifugus, die im Yukon häufigste Fledermausart, aufgenommen 2014 in Ohio

Demzufolge sind die Pflanzengesellschaften von Baumarten wie Schwarz- und Weiß-Fichte, Populus tremuloides (Quaking Aspen genannt), Westliche Balsam-Pappel und Küsten-Kiefer geprägt. Eher im Südosten kommt die Ostamerikanische Lärche vor, im Süden auch Tannen. Entsprechend der polnahen Lage des Territoriums ist die Flora mit ungefähr 1100 Gefäßpflanzenarten nur mäßig artenreich.
Die auffälligste Tierart ist das Karibu, sowohl das Barrenground-Karibu wie auch das Kanadische Waldkaribu kommt hier vor. Es kommt in riesigen Herden vor, wie der Porcupine-Herde im Norden, aber auch der Waldkaribuherden, wie der Carcross/Squanga-, Ibex- und Atlinherde (die fast ausgerottet wurde), aber auch der Wolf-Lake-Herde im Süden. Insgesamt unterscheidet man mehr als 20 Herden. Dazu kommen Elche, die als Moose bezeichnet werden, Maultierhirsch, Schneeziege und Dall-Schaf sowie Bison und Wapiti, die jedoch erst spät wieder von Menschen hierher gebracht worden sind. So wurden Bisons 1986 wieder angesiedelt, etwa am Aishihik Lake. Zu den Raubtieren gehören der Wolf, der Grizzlybär, der Puma, Cougar genannt, aber auch Kojote (seit etwa 1900 eingewandert), Kanadischer Luchs (die größte Dichte Nordamerikas) und Amerikanischer Schwarzbär.
Zahlreich sind die Nagetiere vertreten, unter ihnen verschiedene als Squirrels bezeichnete Hörnchen, Ziesel, häufig als ground squirrels bezeichnet, Lemminge, Alaska-Pfeifhasen, Mäuse, der stachelschweinähnliche Urson (Canadian Porcupine genannt) und Biber. Letzterer war einer der zahlreichen Pelzlieferanten, zu denen auch die Bisamratte, der Vielfraß, vor allem aber Fichtenmarder, Hermelin, Mauswiesel, Nerz, Fischotter, aber auch Kanadischer Luchs, Polar- und Rotfuchs zählten und gelegentlich noch zählen.
Über die Verbreitung der bis dato drei nachgewiesenen Fledermausarten ist nur wenig bekannt. Sie leben von April bis Ende September/Anfang Oktober in einem Gebiet, das nordwärts bis etwa 64°/65° reicht; als Überwinterungsplätze werden Höhlen im Süden Alaskas, des Yukon und im britisch-kolumbianischen Norden vermutet. Die männlichen, als Little Brown Bats bezeichneten Angehörigen der Art Myotis lucifugus leben bis in 1000 m Höhe, die weiblichen in separaten Kolonien bis in 400 m Höhe. Seltener ist einerseits das waldliebende Nordamerikanische Mausohr (Myotis septentrionalis), das nur im Süden des Territoriums vorkommt, andererseits die Große Braune Fledermaus (Eptesicus fuscus). Letztere kommt nur gelegentlich am Teslin River vor. Mit Stand 2007 waren zwar nur drei Fledermausarten im Yukon dokumentiert, doch weisen weitere Arten in den benachbarten Gebieten auf eine ungünstige Forschungslage hin. Alle Arten gelten als gefährdet, da sie von einer Epidemie bedroht werden, die im Nordosten Nordamerikas bereits etwa 5,5 bis 6,5 Millionen Tiere getötet hat. Myotis lucifugus hat seine Ernährung an das Angebot in Alaska und Yukon, am Nordrand seines Verbreitungsgebiets, angepasst.
Mehr als 250 Vogelarten sind im Territorium Yukon heimisch. Zu den für die First Nations kulturell bedeutsamsten zählt der Rabe, weniger der Weißkopfseeadler und der Steinadler. An Falken sind der Ger- und der Wanderfalke verbreitet. Unter den Fasanenartigen finden sich Tannenhuhn und Felsengebirgshuhn, aber auch das Kragenhuhn, das hier Ruffed Grouse genannt wird. In höher gelegenen Gebieten findet sich auch das Alpenschneehuhn, seltener das Weißschwanz-Schneehuhn (Lagopus leucura).
Wichtigste Fische sind vier Arten der Pazifischen Lachse (Oncorhynchus), der Königslachs (Chinook), der Rot- (Sockeye), der Keta- (Chum) und der Silberlachs (Coho). Chinook-Lachse überwinden den gesamten, über 3000 km langen Yukon, um oberhalb von Whitehorse zu laichen. Hinzu kommen Saiblingarten wie die Dolly-Varden-Forelle (Salvelinus malma) oder die ursprünglich aus Nordwestamerika stammende, seit Ende des 19. Jahrhunderts auch in Europa heimische Regenbogenforelle, dann der Hecht, der als Pike bezeichnet wird, oder die Arktische Äsche (Thymallus arcticus) und zahlreiche weitere Fischarten.
Die auffälligsten Insekten sind die zahlreichen Stechmücken und ihre natürlichen Feinde, die Libellen, sowie Kriebelmücken und Schmetterlinge.

## Geschichte

### Frühgeschichte

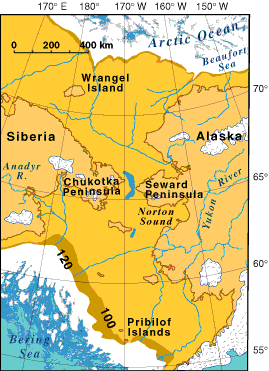
Beringia, Landbrücke zwischen Asien und Amerika während der letzten Eiszeit (Wisconsin Glaciation)

Die Frühgeschichte lässt sich fast nur archäologisch fassen, sieht man von der mündlichen Überlieferung ab. Dabei finden sich bisher weit über 3000 solcher Stätten in Yukon. Bis zum Ende der Eiszeit war das Gebiet, das heute als Beringia bezeichnet wird, eine Tundrenlandschaft, die mangels Niederschlägen eisfrei blieb, während Ostsibirien und alles Gebiet ab dem mittleren Yukon ostwärts unter Gletschern lag. Damit blieb die Region über Jahrtausende isoliert.
Im Gegensatz zur Pazifikküste entwickelte sich am Yukon und am Mackenzie eine Kultur weiträumiger Jagd mit großer Beweglichkeit kleiner Gruppen. Einige der ältesten Funde Kanadas wurden im Yukon-Gebiet, in den drei Bluefish-Höhlen gemacht. Sie reichen mindestens 12.000 Jahre zurück. Die Gwich'in glauben, dass die Jäger, die diese Höhlen nutzten, zu ihren Vorfahren gehören.
Die frühe arktische Kultur breitete sich nach der Eiszeit an der Küste entlang weiter südwärts aus, möglicherweise auch entlang des Yukon. Ihr Kennzeichen sind winzige Steinklingen (Microblades) und beidseitig geschärfte Werkzeuge. Eine der wichtigsten Fundstellen befindet sich am Annie Lake südlich von Whitehorse, wo ab 8000 v. Chr. immer wieder Menschen lebten, die zweimal Sanddünen und einmal Vulkanascheregen weichen mussten. Zwischen 5000 und 2000 v. Chr. wanderten möglicherweise Eskimos durch das Territorium südwärts. Sie jagten Karibus und konkurrierten dabei mit den nördlichsten Indianergruppen, wie den Gwich'in.
Die indianischen Gruppen in Yukon werden nach Sprachfamilien eingeteilt. Die Gruppen, die den athapaskischen Sprachen angehören, werden dabei eher mit Fundstellen im Entwässerungsgebiet des Mackenzie (ca. 1000 v. Chr. bis 700 n. Chr.) in Beziehung gesetzt. So nimmt man an, dass die als Old Chief Creek bezeichnete Phase am nördlichen Yukon die Gwich’in hervorbrachte. Die Taye-Lake-Phase am südlichen Yukon (4000 bis 1000 v. Chr.) hingegen bringt man mit den Tutchone in Verbindung. Kennzeichnend für Letztere sind lanzenförmige Projektilspitzen, zweischneidige Messer, sowie die Abwesenheit von Microblades.

### Streit um Handelsmonopole, Missionare, erste Goldfunde
Das von verschiedenen Stämmen der Tutchone und der hauptsächlich am Pazifik lebenden Tlingit besiedelte Gebiet am Oberlauf des Yukon wurde zu Beginn des 19. Jahrhunderts von der Hudson’s Bay Company (HBC) für ihre Handelsaktivitäten, hauptsächlich Pelzhandel, erschlossen. Die britische Handelsgesellschaft übte im Weiteren die Verwaltungshoheit aus, legitimiert durch ein Handelsmonopol der britischen Krone. Dieses konnte sie jedoch im südlichen Yukon-Gebiet nicht gegen faktische Handelsmonopole, wie dem der Chilkat durchsetzen, die zu den Tlingit gehörten. Sie eroberten Fort Selkirk. Erst mit dem Zusammenbruch der Küstenbevölkerung durch die Pockenepidemie, die 1862 die Bevölkerung der pazifischen Nordwestküste dezimierte, brach die Vorherrschaft der Tlingit zusammen.
Ganz anders war die Situation im Norden des Yukon. Hier gelang es der HBC vom Mackenziedelta aus, Kontakte zu den Gwich'in aufzunehmen, und auf späterem US-Gebiet entstand Fort Youcon in Alaska.
Mit der Grenzziehung zwischen dem britischen Kolonialreich und Russland, bzw. dem Verkauf von Alaska an die USA (1867) wurde das Gebiet mehrerer Stämme zerteilt. Die HBC musste Fort Youcon abtreten. Zudem weckte der Kauf Befürchtungen, die USA könnten die politische Vorherrschaft anstreben und die Pazifikgebiete Kanadas okkupieren.
1869 verkaufte die Hudson’s Bay Company die Nordwest-Territorien und Ruperts Land an das zwei Jahre zuvor gegründete Canadian Dominion. Dieses löste bereits 1870 mit dem Manitoba Act die Provinz Manitoba rund um Winnipeg aus dem Gebiet heraus. Von hier aus wurde der riesige Rest der neuen Landesteile mitverwaltet, also auch das 2500 km entfernte, von nur sehr wenigen Nichtindianern aufgesuchte Yukon-Gebiet. Indian Commissioner, und damit zuständig für die Yukoner Indianer, war Edgar Dewdney. Nach ersten Goldfunden entstand 1887 als erste nichtindianische Siedlung Forty Mile, 1894 erreichte Charles Constantine als Führer einer kleinen Polizeitruppe, der North West Mounted Police das Gebiet, 1895 wurde Yukon ein Distrikt innerhalb der Territorien.

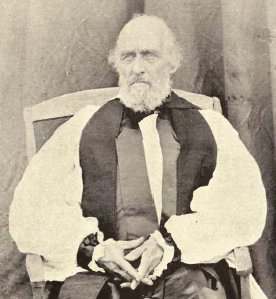
William Bompas, anglikanischer Bischof der Diözese Yukon, 1896

Im Gegensatz zu den riesigen Gebieten im Süden, die Kanada von der HBC erwarb, war Yukon für die Landwirtschaft, und damit für die Besiedlung, nicht tauglich. Daher kam es auch nicht zu Abtretungs-Verträgen mit den Indianern, wie im Fall der Numbered Treaties. Sie sollten allerdings, wie im übrigen Land auch, assimiliert werden. Der erste Schritt dazu war die Mission unter Fernhaltung von den „Übeln“ der weißen Gesellschaft, wie Alkohol und Prostitution. Die stärkste missionarische Tätigkeit entfaltete nun die anglikanische Kirche. Schon seit etwa 1840 waren Missionare der katholischen und der episkopalistischen Kirche tätig gewesen, die auch den nördlichsten Stamm erreichten, die Vuntut Gwitchin. Die Anglikaner erhielten katholische Konkurrenz vor allem im Südosten des Territoriums und am Lake Kluane.

### Klondike-Goldrausch, kurzzeitige Bevölkerungsvervielfachung, Territorium

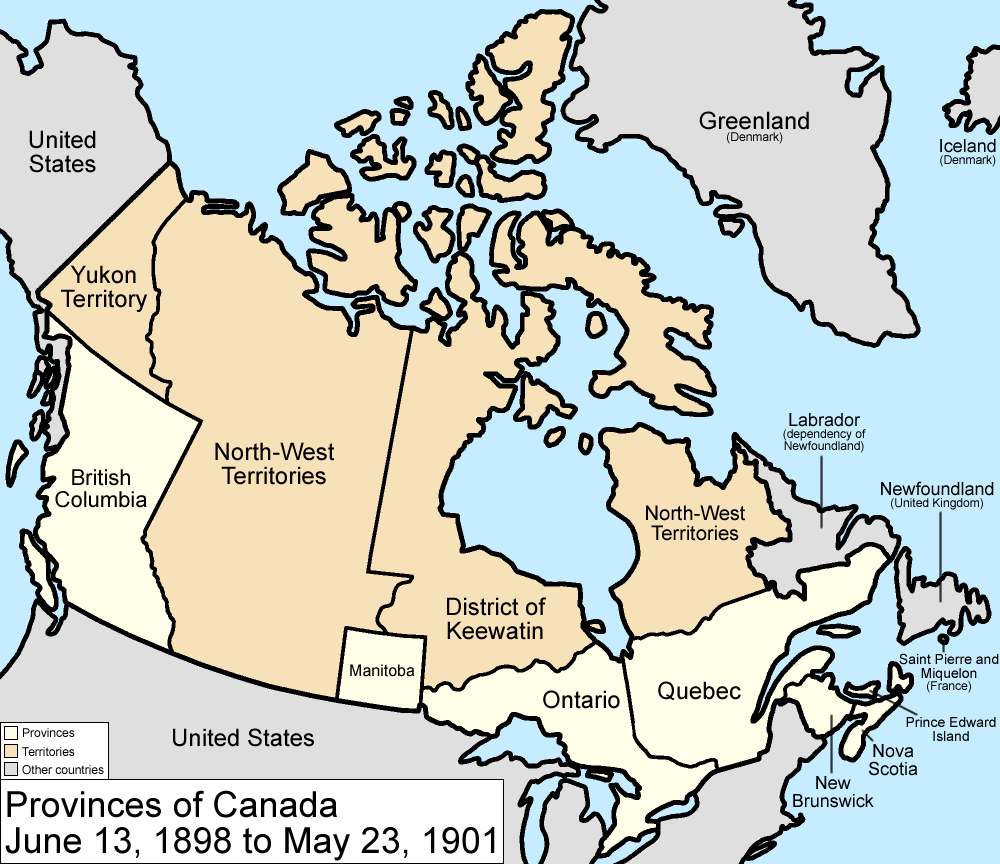
Manitoba, Yukon und die Nordwestterritorien 1898

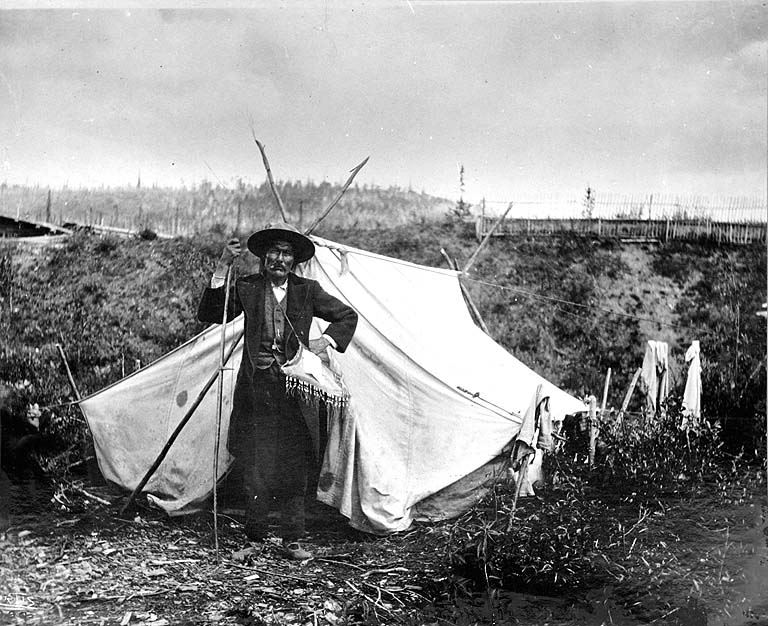
Chief Isaac, der die Han führte, die um die Goldgräberstadt Dawson lebten, 1898

Mit dem Goldrausch am Klondike River (1896–1898), den die beiden Tagish Keish (Skookum Jim Mason) und Tagish Kate Carmack (Shaaw Tlaa) auslösten, drohten die Verhältnisse außer Kontrolle zu geraten. Tatsächlich kamen Tausende von Kaliforniern in die Region, insgesamt rund 100.000 Goldsucher. Daraufhin entschied die kanadische Regierung, im Yukon-Gebiet eine eigene Verwaltungseinheit zu schaffen und eine kleine Polizeitruppe zu entsenden, um so die Lage in den Griff zu bekommen. Da die kanadischen Territorien keine eigenständigen Provinzen waren (und sind), sondern direkt der Regierung unterstanden, wurde mit einem Bundesgesetz am 13. Juni 1898 das Yukon-Territorium von den Nordwest-Territorien abgespalten. 1908 gelang es dem Territorium, die 1898 vorgenommene Einsetzung von fünf Administratoren durch Ottawa durch eine zehnköpfige, gewählte Versammlung zu ersetzen. Der Commissioner konnte sich im Konfliktfall jedoch durchsetzen.
Dawson, das mit über 40.000 Einwohnern zeitweise eine der größten Städte Nordamerikas war, verlor binnen weniger Jahre den überwiegenden Teil seiner Bevölkerung, nachdem der Klondike-Goldrausch abgeklungen war. Silberfunde am Tagish Lake (1899) beschäftigten zwar rund 200 Arbeiter in Conrad, wo John Howard Conrad bis 1905 die meisten Claims (Schürfrechte an festgelegten Stellen) erwarb, doch konnte dies die Abwanderung bei Weitem nicht kompensieren. Dies umso mehr, als sinkende Silberpreise und wenig ergiebige Vorkommen der Mine ab 1914 so zusetzten, dass sie bald geschlossen werden musste. Auch der Ort wurde aufgegeben. Selbst weitere Rohstofffunde, wie Silber bei Mayo, Gold am Kluane Lake und Kupfer bei Whitehorse, die zu einer gewissen Zuwanderung führten, konnten den Bevölkerungsrückgang nicht ausgleichen. Der örtliche Gold Commissioner verwaltete das Territorium nun mit und war nur dem Innenminister berichtspflichtig. Die zehnköpfige Versammlung von 1908 wurde 1918/1919 auf drei reduziert, ein Zustand, der bis nach dem Zweiten Weltkrieg anhielt. Die Ansätze zu einer Selbstregierung (responsible government) des Territoriums wurden beendet. Gleichzeitig ging die Präsenz der Polizei drastisch zurück. Waren 1904 noch 296 Männer der North West Mounted Police in Yukon, davon 96 in Dawson, so waren es 1910 nur noch 60 (33), 1925 nur noch 38 (15). Die Infrastruktur brach vielfach zusammen, zahlreiche Road Houses entlang der Straßen wurden aufgegeben, nur wenige, wie das Montague Roadhouse, hielten sich bis in die 1950er Jahre.

### Segregation, Vernachlässigung, Krankheiten

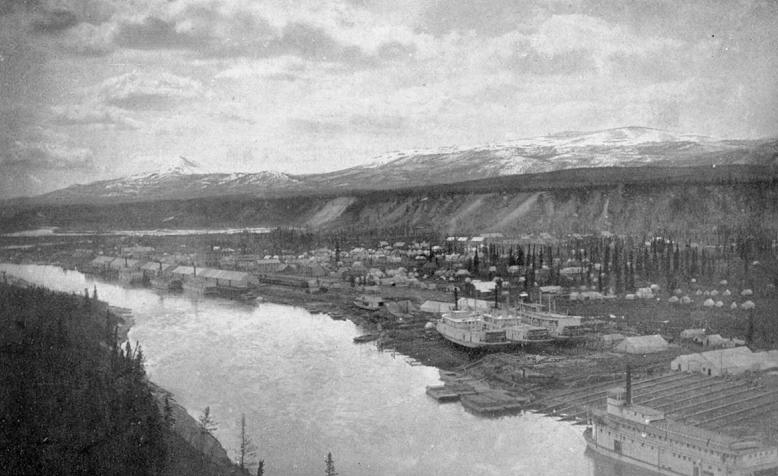
Whitehorse 1910

In den 1920er Jahren hatte das gesamte Territorium kaum 4000 Einwohner, die Indianer stellten in den meisten Gebieten die Mehrheit. Zu Verträgen mit der Regierung kam es auch jetzt nicht, weil die Möglichkeit neuer Goldfunde nicht auszuschließen war und Ottawa nicht ausgerechnet dieses Land abtreten wollte. Jim Boss, Erbhäuptling der Indianer am Lake Laberge, forderte 1902 Land für seine Leute, doch die Regierung lehnte dies ab. Reverend A. E. O’Meara, Finanzsekretär der Diözese Yukon, bereitete zwischen 1907 und 1910 zwar einen Vertrag vor, der die Zuerkennung von Schutzgebieten für Jagdwild, die Anerkennung indianischer Ehen, bessere Gesundheitsfürsorge sowie internatartiger Indianerschulen vorsah, doch zog die Kirche das Vorhaben angesichts staatlicher Widerstände zurück. Nur die Indianer um Fort Liard wurden 1921 in den Vertrag Nr. 11 der Numbered Treaties eingeschlossen, da sie dem Mackenzie-Gebiet zugerechnet wurden. Zu dieser Gruppe von Stämmen gehört heute die Liard First Nation.
Im Gegensatz zum Rest Kanadas war die Regierung Yukons nicht auf eine Assimilierung der Ureinwohner bedacht. Im Gegenteil war die Territoriumsregierung bis in die 1950er Jahre darauf bedacht, den Indianern die Möglichkeiten zur Selbstversorgung zu belassen, um Kosten zu sparen, doch sollten sie das Land nicht selbst besitzen. So entstanden nur sehr kleine, saisonal genutzte Reserves bei Dawson (Moosehide), Mayo und Whitehorse sowie Gebiete nahe Carcross, Teslin, Selkirk, Carmacks und Old Crow, insgesamt 17 Gebiete, deren Größe zwischen rund 16 und 600 ha schwankte. Der Schutz der natürlichen Ressourcen gegen Explorationsunternehmen, Jagdkonkurrenten und Trophäenjäger gelang jedoch nur teilweise, so dass die Abhängigkeit von staatlicher Fürsorge zunahm.
Zugleich sorgte die Bundesregierung in Zusammenarbeit mit den Missionaren für eine Phase relativ stabiler Segregation ab etwa 1905, die bis in die 1950er Jahre andauerte. Die Indianer mussten Dawson im Sommer ab 19 Uhr, im Winter ab 17 Uhr verlassen. Strafen durften verhängt werden, wenn sie die Sperrstunde verletzten, wenn sie tranken, oder einfach, wenn sie zu freundlich zu weißen Bewohnern waren. Ab 1929 mussten Indianer Dawson um 20 Uhr verlassen, 1933 brauchten sie zum Aufenthalt in der Stadt eine Sondererlaubnis. Diese erhielten sie üblicherweise, wenn sie einen Arbeitsvertrag vorwiesen. In Mayo verkündete 1947 eine laute Glocke die Sperrstunde.
Die völlige Vernachlässigung medizinischer Versorgung, die Segregation und die zunehmende Armut führten dazu, dass Krankheiten, allen voran die Tuberkulose, sich ausbreiteten – was wiederum die Behörden dazu bewog, die Indianer abzusondern. Ihre Behandlung wurde zwar von den wenigen Hospitälern übernommen, doch wurden sie, wie in Mayo, in einem Zelt hinter dem Gebäude versorgt.
Bei der umfassenden Segregation und Vernachlässigung stagnierte die Zahl der Indianer bei hohem Krankheitsstand und hoher Kindersterblichkeit von 1911 bis 1951 bei rund 1300 bis 1600 Menschen. 1901 hatte ihre Zahl noch bei 3322 gelegen, erst 1961 waren es wieder 2207, 1971 2580. Man rechnete bis 1941 mit 18 bis 37 (registrierten) Sterbefällen pro Jahr im Yukon. 1942 schnellte diese Zahl auf 64 in die Höhe, als der Alaska Highway ausgebaut wurde.

### Erschließung durch Straßen und Pipelines (ab 1942)

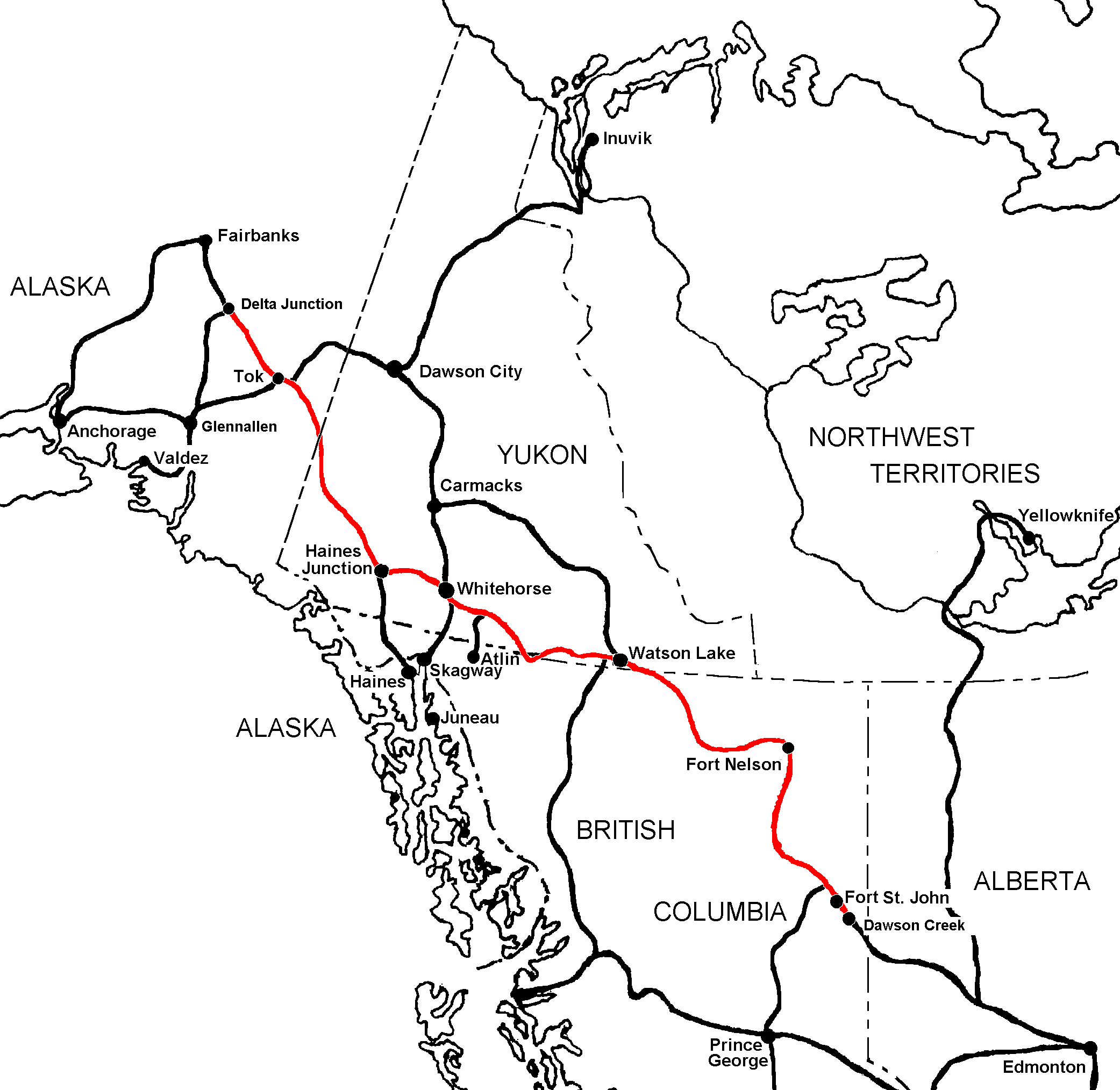
Der Alaska Highway

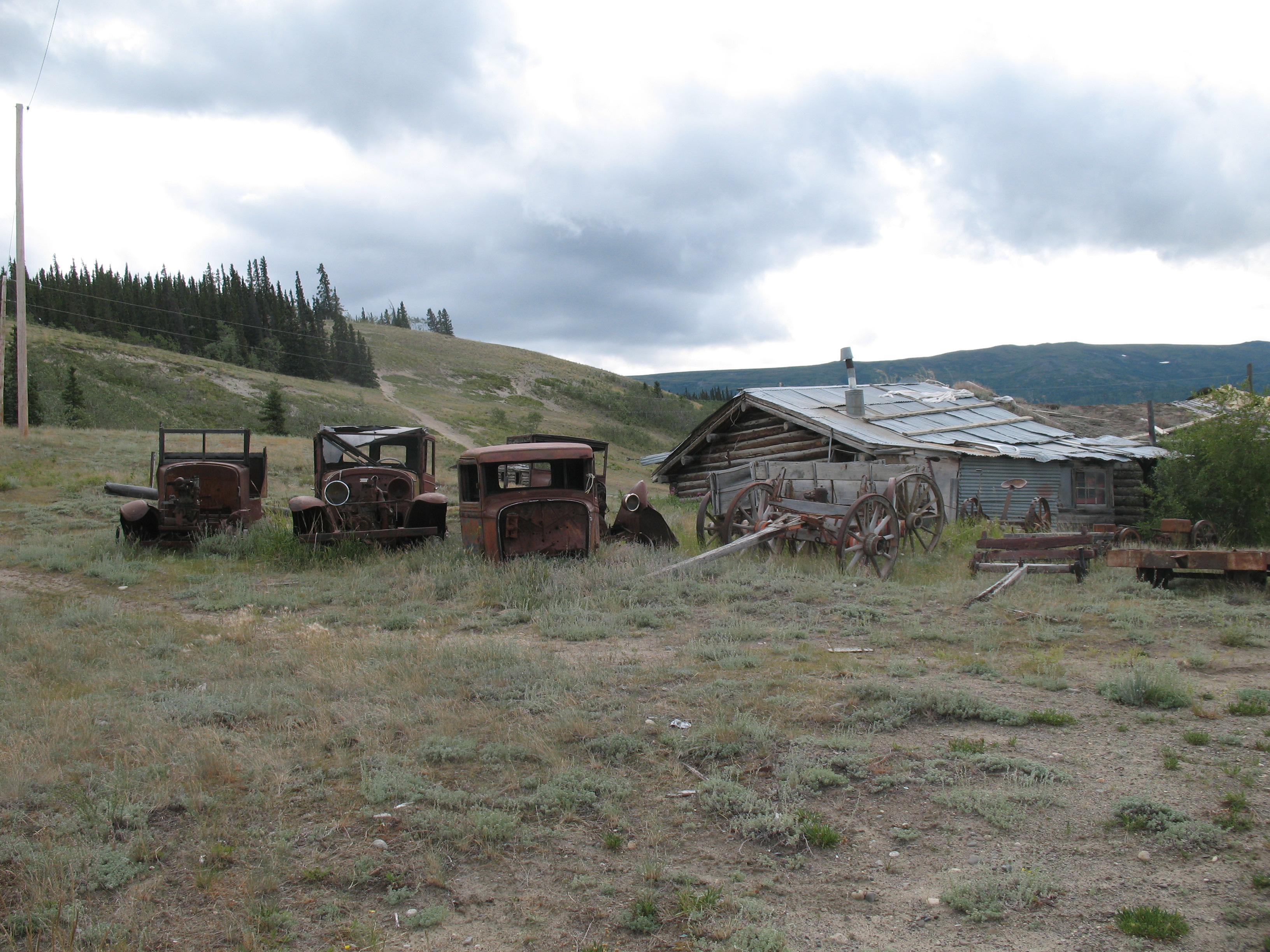
Zurückgelassene Kraftfahrzeuge in Champagne, einem Ort nahe dem Alaska Highway (H.-J. Hübner, 2009)

Der Zweite Weltkrieg machte das Territorium schlagartig zu einer wichtigen Basis für die pazifischen Kriegsoperationen. Dazu wurde 1942 der Alaska Highway erbaut, den Kanada nach dem Krieg zur zivilen Nutzung übernahm. Während der Bauphase arbeiteten Zehntausende an den Straßen. Dabei brachten die Männer Krankheiten zu den First Nations, wodurch deren Zahl weiter zurückging. Zugleich führte der Straßenausbau zum Zusammenbruch der Flussbootunternehmen, die mittels Dampfbooten bisher das Rückgrat der Infrastruktur gebildet hatten.
Zudem entstand eine Pipeline von Norman Neills am Mackenzie nach Whitehorse. Zum Bau der 2560 km langen Pipeline, dem seinerzeit größten Projekt dieser Art, wurden rund 10.000 Arbeiter eingesetzt. Hinzu kam eine Straße über den MacMillan-Pass an der Grenze zwischen den benachbarten Territorien, die Canol Road. Doch kurz nach dem Krieg wurde die für 300 Millionen Dollar errichtete Verbindung wieder aufgegeben. Anfang der 1970er Jahre zog die Zinkmine in Faro erneut Zuwanderer an.
Die erneute massenhafte Zuwanderung und der Ausbau der Verkehrswege verbesserte die Absatzmöglichkeiten der Explorationsunternehmen, bedeutete aber auch das Ende der Dampfschifffahrt auf den Flüssen (um 1955). Erst 1960 erhielten die Indianer Kanadas das Wahlrecht, 1961 nahmen die Yukoner Indianer erstmals an einer Wahl im Territorium teil. Die Regierung drängte nun, mit starker Verspätung gegenüber dem Rest Kanadas, auf Sesshaftigkeit und Assimilation der Ureinwohner. Neben der Schulpflicht, der Zuweisung fester Wohnorte und der Bereitstellung, wenn auch einer zu geringen Zahl an Arbeitsplätzen förderte das Department of Indian Affairs die handwerkliche Produktion. Doch die 1962 gegründete Yukon Indian Craft Co-operative Association hatte nur bis 1966 Bestand. Dauerhafter waren dagegen die in den 70er Jahren entstandene Yukon Native Products. Die geringen Erfolge und das Ende der traditionellen Lebensweise sowie die Entstehung des kanadischen Sozialstaats hatten zur Folge, dass immer mehr Indianer Zuwendungen erhielten, so dass die Ausgaben von 30.000 Dollar im Jahr 1949 auf 200.000 im Jahr 1965 stiegen. Zugleich weigerten sich die Explorationsfirmen, trotz gegenteiliger Zusagen, Indianer einzustellen, denen oftmals die nötige Vorbildung fehlte und die ihrerseits oft einer Rückkehr zur traditionellen Lebensweise den Vorrang gaben.

### Ende des Nomadismus, kulturelle Entwurzelung, Landrechte

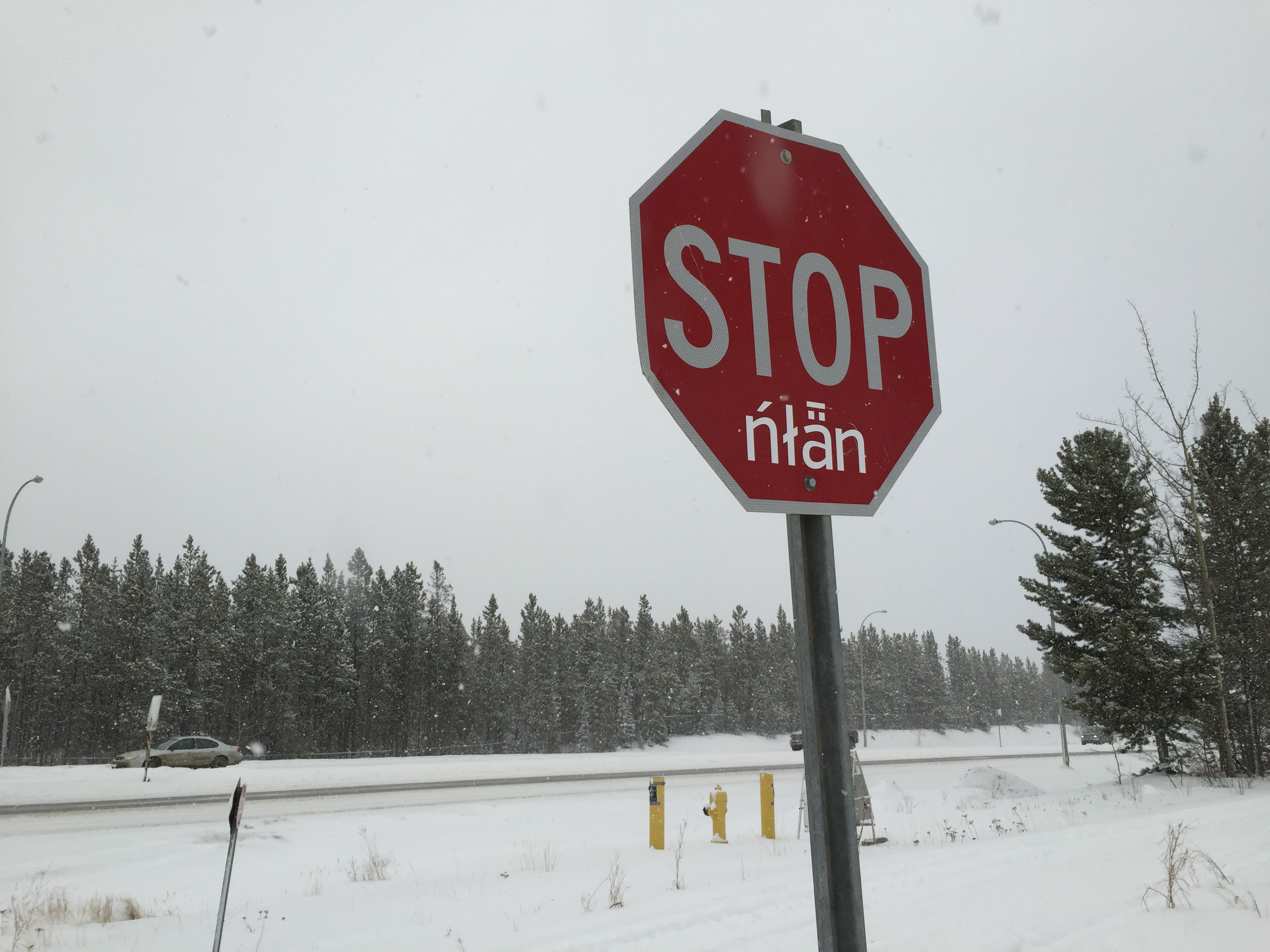
Stopp-Schild in der McIntyre subdivision von Whitehorse, zweisprachig in Englisch und Southern Tutchone

Wie in den anderen Provinzen und Territorien Kanadas, so kam es auch hier zur völligen Umwandlung der bis in die 1950er Jahre nomadischen Kulturen vor allem der nördlichen Indianergruppen. Dazu standen die Mittel einer im Zuge des Zweiten Weltkriegs stärker interventionistisch gewordenen Bundesregierung zur Verfügung, so dass dem Territorium selbst noch mehr die Entscheidungen entzogen wurden. Ottawa erhöhte nun den Druck auf die indianischen Gruppen, sich zu assimilieren, den Druck gaben die Vertreter des Department of Indian Affairs weiter. Der wichtigste Schritt war dabei die Beendigung des nomadischen Lebensstils, die Ansiedlung an festen Orten. Dort erfolgte der Schulunterricht, die medizinische Versorgung und die Ausgabe von Leistungen der Wohlfahrt. Über diese Leistungen, die als notwendig erkannt wurden – Ende der 40er bis Mitte der 50er Jahre brach zudem der Arbeitsmarkt, der Stellen in der Flussschifffahrt und im Pelzgewerbe bereitgestellt hatte, ein – entschieden in einer Versammlung von 1958 ausschließlich Nichtindianer.
Schon früher waren vier Residential Schools eingerichtet worden, die nun von den Kindern der Indianer besucht werden mussten. Dort war der Gebrauch ihrer Muttersprachen bei Strafe untersagt, ebenso jede andere kulturelle Äußerung, die einer Assimilation im Wege stand. Diese internatartigen Schulen entstanden unter anderen in Carcross (Chooutla, eine anglikanische Schule), Coudert Hall in Whitehorse (heute Whitehorse Hostel/Student Residence, der Vorgänger der späteren Yukon Hall), dort entstand auch die Whitehorse Baptist Mission. Hinzu kamen die anglikanische Schule Shingle Point, das später als All Saints nach Aklavik umzog, und St. Paul’s Hostel, das von September 1920 bis Juni 1943 betrieben wurde. Die katholischen Kinder gingen nach Lower Post in British Columbia. Erst seit den 60er Jahren wurden die Schulen aufgelöst, Lower Post erst 1975.
Die ehemaligen Schüler der besagten Residential Schools, die sich selbst Überlebende (survivors) nennen, bekämpften deren Fortbestand vehement und viele von ihnen strengten Klagen wegen Misshandlungen an. Die eigentlichen Reservatsschulen, bei deren Besuch es zu weniger ausgeprägten kulturellen Entwurzelungsprozessen kam, da die Kinder am Ort blieben, kamen dabei weniger stark in die Kritik.
Es kam gelegentlich zu Widerstand gegen die zahlreichen Zwangsumsiedlungen, die meist von Rohstoffexploratoren ausgelöst wurden, gelegentlich aber auch nur, um kleine Gruppen zu einer größeren zusammenzufassen oder um sie an Orten anzusiedeln, wo sie vor Ausbeutung durch Pelzhändler geschützt waren – um den Preis völliger Abhängigkeit vom Staat. So mussten die Gruppen am White River, die spätere White River First Nation nach Burwash Landing umziehen und dort zusammen mit der Kluane Indian Band leben. Erst 1991 trennten sich die White River wieder von den Kluane und zogen nordwestwärts nach Beaver Creek, nahe der Grenze zu Alaska. Weitere Reservate entstanden in den 50er Jahren. So mussten die Aishihik, die 50 Meilen nördlich des Alaska Highways lebten, nach Haines Junction ziehen; ähnlich erging es der Champagne band, die ab 1958 bzw. 1966 mit den Aishihik an den Highway ziehen musste. Die Upper Liard-Lower Post bestanden sogar aus fünf Gruppen. Hier wurden die internen Kontakte 1972 völlig abgebrochen.
Die vor allem entlang des Highways und bei Whitehorse entstandenen Hütten blieben weit hinter kanadischen Standards zurück, da Ottawa für das gesamte Territorium nur 100.000 Dollar bereitstellte. So entstanden 1967 bis 1970 nur 116 Häuser. Dies änderte sich erst in den Jahren 1973 bis 1975, als die Regierung binnen zwei Jahren das Budget verdoppelte. Die Regierung nahm bei ihrem Entwicklungsprogramm dabei kaum Rücksicht auf vorhandene Muster. So wurden die Heiler und Schamanen missachtet, im Süden gebräuchliche Häuser, die dem nördlichen Klima nicht gewachsen waren, errichtet; sie standen zudem viel zu nahe beieinander. Die Indianeragentur, personell anwachsend und dennoch nicht der Vielzahl an Aufgaben gewachsen, die ihr Ottawa aufzwang, scheiterte am kulturellen Widerstand der Indianer, die in Führern wie Elijah Smith, Angela Sidney und Margaret Thompson ihre Stimmen fanden. Selbst Indianeragenten wie A. E. Frey opponierten gegen die Assimilationspolitik der Regierung, die zur völligen Verarmung, häufig Verwahrlosung führte. Auch Kirchenvertreter, wie Pater Mouchet, opponierten vehement gegen die Politik ihrer Organisationen.
1973 legten die Indianer erstmals eine zusammenhängende Landforderung (land claim) vor, in der Erkenntnis, dass ihr kulturelles Überleben nur auf eigenem Land unter eigener Regierung möglich war. Diese Forderungen lassen sich bis in die ersten Jahre des 20. Jahrhunderts zurückverfolgen, doch 1970 wurden sie im Yukon so laut, dass sie die kanadische Öffentlichkeit beschäftigten. In diesem Jahr hatte eine Ölgesellschaft damit begonnen, mitten im Gebiet der wichtigsten Bisampopulation der Vuntut Gwitch'in bei Old Crow nach Öl zu bohren. Unter der Führung von Elijah Smith und anderen verbanden sich Forderungen nach Landrechten im gesamten Territorium, es kam zur Gründung übergreifender Organisationen, wie der Klondike Indian Association (1966).
Ab Mitte der 1990er Jahre begannen, nach der Regierungsübernahme durch die Yukon New Democratic Party, die meisten Stämme in Landverhandlungen mit Kanada und dem Territorium einzutreten. Die meisten haben inzwischen Verträge abgeschlossen, obwohl der Prozess, der maßgeblich von den Liberalen auf Bundesebene unterstützt wurde, noch 1984 am Widerstand der Progressiv-Konservativen zu scheitern drohte. Damit erhielten die meisten Stämme die politische, ökonomische und ökologische Kontrolle über Kerngebiete ihrer traditionellen Territorien zurück. Hinzu kommt die Pflege historischer Stätten. Allerdings versuchte das Territorium im Jahr 2009 Gas- und Ölförderung wieder ohne Konsultation der Stämme durchzusetzen.

### Status des Territoriums
Diese Veränderungen wären in Yukon nicht möglich gewesen, wenn das Territorium nicht eine größere Autonomie erlangt hätte. Bis 1979 wurde das Yukon-Territorium von einem Commissioner regiert, der vom jeweiligen Minister of Indian Affairs and Northern Development (Minister für Indianerangelegenheiten und Entwicklung im Norden) eingesetzt wurde. Damit waren die Hauptbereiche, die Assimilation der Indianer und die wirtschaftliche Entwicklung, also vor allem die Rohstoffsuche, als Schwerpunkte über Jahrzehnte fixiert und von Ottawa kontrolliert. Der gewählte Territorialrat hatte dabei nur beratende Funktion.
Im Jahre 1979 verfügte Minister Jake Epp jedoch mit einem Brief, dass dem Rat die meisten Regierungsangelegenheiten übertragen werden. Mit dem Yukon Act wurden 2003 schließlich die Zuständigkeiten der gewählten Territorial-Regierung gesetzlich geregelt; sie entsprechen etwa denen der kanadischen Provinzen. Damit erhielt die regionale Entwicklung ein erheblich stärkeres Gewicht, und nicht nur Ottawas Interesse an Rohstoffen dominierte die Agenda der politischen Gremien. Eine erkennbare ökonomische Diversifizierung und verschiedene Arten der Landnutzung haben sich seitdem verstärkt. Diese reicht von Gebieten traditioneller Nutzung und Gemeinden, die jede „Entwicklung“ grundsätzlich ablehnen, über touristische Nutzung bis zu Regionen extensiven Bergbaus.

## Bevölkerung
Nach den Ergebnissen der Volkszählungen von 2001 und 2006 ist die Zahl der Einwohner von 28.674 auf 30.372 gestiegen, womit Yukon eine Bevölkerungszunahme von 5,9 Prozent aufwies (zum Vergleich: Kanada 5,4 Prozent). Bis 2011 stieg die Bevölkerung um weitere 11,6 %, wobei dieser Zuwachs zu etwa 80 % in Whitehorse stattfand. 2016 wurden 35.874 Einwohner registriert, womit deren Zahl binnen fünf Jahren um 5,8 % angestiegen war. Insgesamt schwankte die Bevölkerung des Territoriums extrem. Ihren Höhepunkt erreichte sie mit dem Klondike-Goldrausch um 1897–1898. Danach ermittelten Volkszählungen folgende Ergebnisse.
| Jahr | Einwohner | städtisch | ländlich | Anteil städt. Bevölkerung in % |
| ---- | --------- | --------- | -------- | ------------------------------ |
| 1901 | 27.219    | 09.142    | 18.077   | 34                             |
| 1911 | 08.512    | 03.865    | 04.647   | 45                             |
| 1921 | 04.157    | 01.306    | 02.851   | 31                             |
| 1931 | 04.230    | 01.360    | 02.870   | 32                             |
| 1941 | 04.914    | 01.797    | 03.117   | 37                             |
| 1951 | 09.096    | 02.594    | 06.502   | 29                             |
| 1961 | 14.628    | 05.031    | 09.597   | 34                             |
| 1971 | 18.390    | 11.215    | 07.170   | 61                             |
| 1981 | 23.150    | 14.810    | 08.340   | 64                             |
| 1991 | 27.797    | 16.335    | 11.462   | 59                             |
| 2001 | 28.674    | 16.843    | 11.831   | 59                             |
| 2006 | 30.372    |           |          |                                |
| 2011 | 33.897    |           |          |                                |
| 2016 | 35.874    |           |          |                                |

Bei der offiziellen Volkszählung im Jahr 2016, der Census 2016, wurde für die Einwohner des Territoriums ein Durchschnittsalter von 39,1 Jahren und damit unter dem Landesdurchschnitt von 41,0 Jahren ermittelt. Das Medianalter der Einwohner wurde mit 37,4 Jahren bzw. mit  Jahren für alle Einwohner in Kanada ermittelt.
Die Verstädterung der Bevölkerung hat in den 1960er Jahren sprunghaft zugenommen und sich seither auf diesem Niveau eingependelt. Die Bevölkerung hat etwa wieder die Zahlen aus der Zeit kurz nach dem Goldrausch erreicht, erreichte jedoch zwischenzeitlich einen Tiefpunkt von nur noch 4000 Einwohnern. Hinzu kommt der starke Zustrom von Arbeitern während des Ausbaus des Alaska Highways und der Canol Road während und kurz nach dem Zweiten Weltkrieg.
Ein weiteres Kennzeichen war lange der starke Überhang an Männern. So kamen 1901 auf 100 Frauen 572 Männer, 1911 waren es 325, zehn Jahre später 211, dann 202 (1931), 179 (1941) und 150 (1951). Danach glich sich der Anteil der Geschlechter zunehmend an und ist seit etwa 2000 annähernd ausgeglichen.
Nach dem Ergebnis der Volkszählung von 2011 mussten die Fortschreibungen auf 33.897 Einwohner nach unten korrigiert werden. Dazu zählten rund 8.800 Angehörige der First Nations, was knapp 26 % entsprach. Von der Bevölkerung des Jahres 2006 gehörten rund 6280 Einwohner (20,7 %) zu ihnen, 1996 waren es erst 5330 (17,3 %). Weitere 800 waren Métis (1996: 550) und 255 Inupiat (1996: 100). Hinzu kamen weitere 240 Ureinwohner (200). Im Juli 2009 zählte man bereits über 8000 Angehörige der First Nations, bis Ende 2017 erreichte ihre Zahl rund 10.000. Rund 1200 von ihnen sprachen 2006 noch oder wieder ihre Muttersprache. Von den Inupiat bzw. Métis lebten im Jahr 2006 220 beziehungsweise 565 in Whitehorse, von den Indianern 2845.
Die First Nations gehören, entsprechend den Ende des 19. Jahrhunderts gezogenen Territoriumsgrenzen, verschiedenen Großgruppen an, deren Gebiete sich außerhalb Yukons fortsetzen. Im Norden leben als einzige Gruppe der Gwich'in, deren Wohngebiete überwiegend in Alaska und den Nordwestterritorien liegen, die Vuntut Gwitchin. Zu den Tutchone, deren Wohngebiete sich weit nach British Columbia erstrecken, gehören die meisten Stämme, wie die Selkirk, die First Nation of Nacho Nyak Dun, aber auch die Champagne and Aishihik First Nations, die Kluane und die White River First Nation an der Grenze zu Alaska. Eine dritte Gruppe bilden die Tagish, die kulturell stark mit den an der Küste lebenden Tlingit verbunden sind. Zu den Tagish zählen die Little Salmon/Carmacks, die Carcross/Tagish sowie die Kwanlin Dun First Nation. Zu den Tlingit gehören vor allem die Taku River und die Teslin First Nation. Die einzige Gruppe der Athabasken, die der Sprachgruppe der Hän angehört, ist die Tr'ondëk Hwëch'in First Nation bei Dawson, an deren Namen gelegentlich der Bestandteil Han Nation angehängt wird. Eine weitere Gruppe bilden die Kaska, zu denen die Ross River, Watson Lake und Upper Liard gehören. Zu diesen den athabaskischen Sprachen zugerechneten Gruppen zählt auch die Liard First Nation im Südosten.
Außerhalb des Territoriums geborene Bewohner stellen einen erheblichen Teil der Gesamtbevölkerung. Zu ihnen zählen vor allem Einwanderer aus den USA (600) und Großbritannien (555) sowie aus Deutschland (405). Insgesamt waren im Jahr 2006 genau 3010 Yukoner außerhalb des Territoriums geboren.

## Städte und Orte
Nur wenige Siedlungskammern befinden sich in Yukon. Die größte ist die Stadt Whitehorse, wo im Jahr 2016 mit 25.085 Bewohnern gut zwei Drittel der 35.874 Einwohner des Territoriums leben. Betrachtet man den gesamten Großraum, dazu gehören darüber hinaus Orte wie Carcross, Tagish, Ibex Valley oder Jakes Corner, leben im Ballungsraum sogar 28.225 Einwohner.
Die zweitgrößte Stadt ist Dawson, das bis 1952 Hauptstadt war, mit 1.375 Einwohnern (2016), bzw. 1.319 (Juni 2011). In der Goldgräberzeit am Ende des 19. Jahrhunderts entstanden, gehörten Orte wie Mayo zu dieser Siedlungskategorie.
Auch entlang des Alaska Highway im Südwesten befinden sich Orte wie Klukshu, Haines Junction, Destruction Bay, Burwash Landing, Kluane Village und Beaver Creek. Weitere Ansiedlungen liegen an der Straße von Carmacks nach Ross River (Canol) nordöstlich von Whitehorse und an der Straße von Whitehorse ostwärts nach Watson Lake.
Hinzu kommen von Indianern (First Nations) bewohnte, manchmal nur über Winterstraßen zu erreichende Siedlungen, wie Old Crow im äußersten Norden. Schließlich sind zahlreiche aufgegebene Siedlungen von historischer Bedeutung, wie Hootalinqua, oder beinahe aufgegebene, wie Champagne.
Als City wird nur Whitehorse bezeichnet, hinzu kommen drei Towns (Dawson, Faro, Watson Lake) und vier Dörfer (villages), zwei Weiler (hamlets), dreizehn Siedlungen (settlements), zehn indianische Reservate oder Ansiedlungen.
Die Siedlungen in Yukon hatten nach der kanadischen Volkszählung durch Statistics Canada von 2016 folgende Einwohnerzahlen:
| Ort                         | Einwohner | Veränderung |
| --------------------------- | --------- | ----------- |
| Whitehorse (City)           | 25,085    | + 7,8 %     |
| Dawson (Town)               | 1,375     | + 4,2 %     |
| Watson Lake (Town)          | 790       | − 1,5 %     |
| Haines Junction (Village)   | 613       | + 3,4 %     |
| Carmacks (Village)          | 493       | − 2,0 %     |
| Mount Lorne (Hamlet)        | 437       | + 7,1 %     |
| Ibex Valley (Hamlet)        | 411       | + 18,8 %    |
| Pelly Crossing (Settlement) | 353       | + 5,1 %     |
| Faro (Town)                 | 348       | + 1,2 %     |
| Carcross (Settlement)       | 301       | + 4,2 %     |
| Ross River (Settlement)     | 293       | − 16,8 %    |
| Tagish (Settlement)         | 249       | − 36,3 %    |
| Old Crow (Settlement)       | 221       | − 9,8 %     |

| Ort                                               | Einwohner | Veränderung |
| ------------------------------------------------- | --------- | ----------- |
| Mayo (Village)                                    | 200       | − 11,5 %    |
| Two and One-Half Mile Village (Indian Settlement) | 188       | − 7,4 %     |
| Upper Liard (Settlement)                          | 125       | − 5,3 %     |
| Teslin (Village)                                  | 124       | + 1,6 %     |
| Beaver Creek (Settlement)                         | 93        | − 9,7 %     |
| Burwash Landing (Settlement)                      | 72        | − 24,2 %    |
| Destruction Bay (Settlement)                      | 55        | + 57,1 %    |
| Keno Hill (Settlement)                            | 20        | − 28,6 %    |
| Champagne Landing 10 (Indian Settlement)          | 20        | − 20,0 %    |
| Stewart Crossing (Settlement)                     | 17        | − 32,0 %    |
| Johnsons Crossing (Settlement)                    | 10        | − 33,3 %    |

## Politik

### Parteien
Mit der Übertragung der Regierungsgewalt 1979 bildete sich ein Mehrparteiensystem, bestehend aus Progressive Conservatives („progressive Konservative“), heute Yukon Party, Yukon New Democratic Party („Neue Demokratische Partei Yukons“) und Yukon Liberal Party („Liberale Partei“). Die gewählte Legislativversammlung von Yukon besteht aus 18 Mitgliedern und beauftragt einen Premierminister mit der Regierung. Die Yukon New Democratic Party stellte von 1985 bis 1992 unter Tony Penikett und von 1996 bis 2000 unter Piers McDonald die Regierung, die Konservativen von 1992 bis 1996 unter John Ostashek. Die Liberalen unter Pat Duncan wurden bereits 2002 von Dennis Fentie von der Yukon Party abgelöst. Ihm folgte 2011 Darrell Pasloski, ebenfalls von der Yukon-Partei, im Amt. 2016 gewannen die Liberalen unter Sandy Silver die Wahl. Dieser wurde 2023 durch seinen Parteikollegen Ranj Pillai abgelöst.
Yukon entsendet einen Abgeordneten ins Unterhaus (Canadian House of Commons) und stellt einen Senator. Den Sitz im Unterhaus nimmt seit 2015 Larry Bagnell von der Liberalen Partei Kanadas ein. Senator ist seit Dezember 2018 der ehemalige Premierminister Yukons, Pat Duncan (ebenfalls Liberale Partei).
→ Siehe auch: Liste der Premierminister von Yukon, Liste der Kommissare von Yukon

### Organisationen der First Nations
Der Council of Yukon First Nations ist aus dem 1973 als Verhandlungsorgan für Landansprüche entstandenen Council for Yukon Indians hervorgegangen. 1980 verband er sich mit der Yukon Native Brotherhood und der Yukon Association of Non-Status Indians zum Council for Yukon Indians. Mit der Annahme einer neuen Konstitution änderte das Gremium seinen Namen in Council of Yukon First Nations (CYFN). Zu ihm gehören elf First Nations aus dem Yukon-Gebiet: Vuntut Gwitchin First Nation, Champagne and Aishihik First Nations, der Teslin Tlingit Council, die First Nation of Nacho Nyak Dun, die Selkirk First Nation, die Little Salmon/Carmacks First Nation, die Tr’ondek Hwech’in First Nation, der Ta’an Kwach’an Council, die Kluane First Nation, die White River First Nation und die Carcross/Tagish First Nation. Neun Mitglieder-Stämme haben inzwischen Verträge über Landansprüche und Selbstregierung abschließen können.
Drei weitere First Nations, die Liard First Nation, Kwanlin Dun First Nation und der Ross River Dena Council sind nicht dem CYFN angeschlossen.
Auf der Jahreshauptversammlung des Jahres 2004 schlossen sich vier Gwich'in First Nations aus dem Delta des Mackenzie River an: der Tetlit Gwich’in Council, der Nihtat Gwich’in Council, der Ehdiitat Gwich’in Council und der Gwichya Gwich’in Council.
Das Department of Indian Affairs and Northern Development, heute Indigenous and Northern Affairs Canada, das für die meisten Stämme in Yukon nicht mehr zuständig ist, verzeichnet 16 First Nations und 15 Reservate in Yukon. Die First Nations mit der Zahl ihrer Angehörigen sind (Stand: April 2018):
| Bezeichnung                          | registrierte Angehörige | Website                                          | Sprache                |
| ------------------------------------ | ----------------------- | ------------------------------------------------ | ---------------------- |
| Carcross/Tagish First Nation         | 697                     | Carcross/Tagish First Nation                     | Tlingit, Tagish        |
| Champagne and Aishihik First Nations | 913                     | Champagne & Aishihik First Nations               | Tutchone, südliches    |
| Dease River                          | 184                     | Dease River First Nation, bei Kaska Dena Council | Kaska                  |
| First Nation of Nacho Nyak Dun       | 555                     | First Nation of Nacho Nyak Dun                   | Tutchone, nördliches   |
| Kluane First Nation                  | 175                     | Kluane First Nation                              | Tutchone, südliches    |
| Kwanlin Dun First Nation             | 1003                    | Kwanlin Dun First Nation                         | Tagish, Südl. Tutchone |
| Liard First Nation                   | 1211                    | Liard First Nation                               | Kaska                  |
| Little Salmon/Carmacks First Nation  | 670                     | Little Salmon/Carmacks First Nation              | Tutchone, nördliches   |
| Ross River                           | 552                     | Ross River Dena Council                          | Kaska                  |
| Selkirk First Nation                 | 652                     | Selkirk First Nation                             | Tutchone, nördliches   |
| Ta'an Kwach'an                       | 273                     | Ta'an Kwach'an Council                           | Tutchone, südliches    |
| Taku River Tlingit                   | 414                     | Taku River Tlingit First Nation                  | Tlingit                |
| Teslin Tlingit Council               | 604                     | Government of the Teslin Tlingit Council         | Tlingit                |
| Tr’ondek Hwech’in                    | 848                     | Tr'ondek Hwech'in Han Nation                     | Han                    |
| Vuntut Gwitchin First Nation         | 568                     | Vuntut Gwitchin First Nation                     | Gwitchin               |
| White River First Nation             | 152                     | White River First Nation                         | Tutchone, südliches    |

## Umwelt
Schon während des Klondike-Goldrauschs wurden für den Bootsbau, für Häuser und Werkzeuge große Mengen an Holz eingeschlagen, die vor allem nahe der Waldgrenze tiefe Spuren hinterlassen haben. Doch erst mit dem Einsatz oftmals giftiger Stoffe zur Erzgewinnung traten lokal gravierende ökologische Probleme auf.
Die Pelzhändlergesellschaften, allen voran die Hudson’s Bay Company, betrieben eine so massive Bejagung der Pelztiere, dass Arten wie der Fischotter und der Biber zeitweise vor der Ausrottung standen und nur durch Schutzprogramme und Wiederansiedlung überleben konnten.
Der Alaska Highway wurde ab 1948/49 dem zivilen Verkehr geöffnet. Abgesehen davon, dass die 20.000 Bauarbeiter erneut Krankheiten einschleppten, gegen die die Indianer weniger resistent waren, schossen viele von ihnen wahllos das Wild der Umgebung ab. Daher wurde das Kluane Game Sanctuary, der Vorgänger des heutigen Nationalparks eingerichtet, der die Vernichtung des Großwilds, wie seinerzeit der Bisons, oder der mehr als 500.000 Tiere zählenden Karibuherde von Teslin im benachbarten Alaska, verhindern sollte. Da man die lokalen indianischen Gruppen gleichfalls von der Jagd ausschloss, konnten sie sich nicht mehr selbstständig versorgen und mussten von der Regierung mit Fleisch beliefert werden. Neben dem Alaska Highway entstand eine Ölpipeline und eine dazugehörige Straße, die Canol Road, die ebenfalls umstritten waren.
Die Ölgewinnung im Arctic National Wildlife Refuge in Alaska, die seit 2005 vom US-Senat beschlossen ist, betrifft die Gwich’in mittelbar, aber dennoch sehr stark, weil die riesige, schrumpfende Porcupine-Karibuherde dort ihren Nachwuchs zur Welt bringt. Auch auf dem Gebiet Yukons bemüht man sich, die Karibus stärker zu schützen, wobei fast alle First Nations beteiligt sind, aber auch das Umweltministerium von British Columbia, der Canadian Wildlife Service und die Umweltabteilung der Regierung Yukons. Das dafür verantwortliche Northern Mountain Caribou Steering Committee besteht seit 2007. Bereits 1997 schlossen Kanada und die USA einen Vertrag zum Schutz der Porcupine-Herde.
Am stärksten ins öffentliche Bewusstsein ist jedoch die globale Erwärmung getreten, die die nördlichen Gebiete besonders trifft. Dies gilt nicht nur für den Rückgang der Gletscher, sondern auch die abnehmende Feuchtigkeit in dem ohnehin sehr niederschlagsarmen Territorium. Hinzu kommt das Abtauen der Permafrostböden.
In Yukon existieren heute drei Nationalparks, der Kluane- (seit 1943), der Ivvavik- (1984) und der Vuntut-Nationalpark (1995) mit einer Gesamtfläche von rund 26.500 km². Hinzu kommen Schutzgebiete um den 1600 m hohen Mount Burgess in den nördlichen Ogilvie-Bergen, das Peel River Game Reserve an der Nordostgrenze, wo sich auch Fort McPherson befindet, die Ddhaw Gro Habitat Protection Area (auch McArthur Wildlife Sanctuary) um den 2214 m hohen Gray Hunter Peak östlich von Stewart Crossing sowie drei kleinere Schutzgebiete am Rande des Kluane. Die inzwischen fünf Territorial Parks im Yukon sind der Tombstone mit einer Fläche von 2.164 km², der Coal River Springs und der 1987 gegründete, älteste und nördlichste Park des Territoriums, der Herschel Island – Qikiqtaruk Territorial Park, der Ni'iinlii Njik Territorial Park sowie der Summit Lake – Bell River Territorial Park. Drei weitere Parks befinden sich zurzeit in der Errichtung.

## Wirtschaft
Die Lebensgrundlagen im für Landwirtschaft weitgehend ungeeigneten Yukon waren zunächst Jagd und Fischfang, dazu die Nutzung von zahlreichen essbaren Pflanzen. Einige der Güter wurden schon früh zu Tauschwaren im Fernhandel oder als Gaben und Geschenke genutzt, wobei sich ein Netz von Pfaden entwickelte, deren wichtigste inzwischen asphaltiert sind – abgesehen von Pfaden wie dem Heritage Trail über den MacMillan Pass in die Nordwestterritorien.
Mit den Pelzhändlern der Hudson’s Bay Company und den begehrten Glasperlen aus Murano entstand eine erste mittelbare Anbindung an die Weltwirtschaft. Dabei beanspruchten bis in die 1890er Jahre verschiedene Gruppen der First Nations regionale Handelsmonopole, die erst mit der dritten wichtigen Industrie, der Goldgewinnung sowie den damit in Zusammenhang stehenden Epidemien zusammenbrachen.
Mit den Goldgräbern stieg die Einwohnerzahl des dünn besiedelten Gebiets schlagartig auf eine Höhe an, die sie nie wieder erreichte. Damit entstanden neue Industrien, zunächst im Zusammenhang mit der Goldgewinnung, dann auch anderer Rohstoffe. Gleichzeitig entstand ein ausgedehnter Handel mit allem, was die zahlreichen Männer brauchten, dazu eine rudimentäre Verwaltung und ein Grundstock an Dienstleistungen. Nach dem Ende des Klondike-Goldrauschs brach die Bevölkerung jedoch völlig zusammen, am Ende lebten kaum mehr als 4000 Menschen im Territorium.

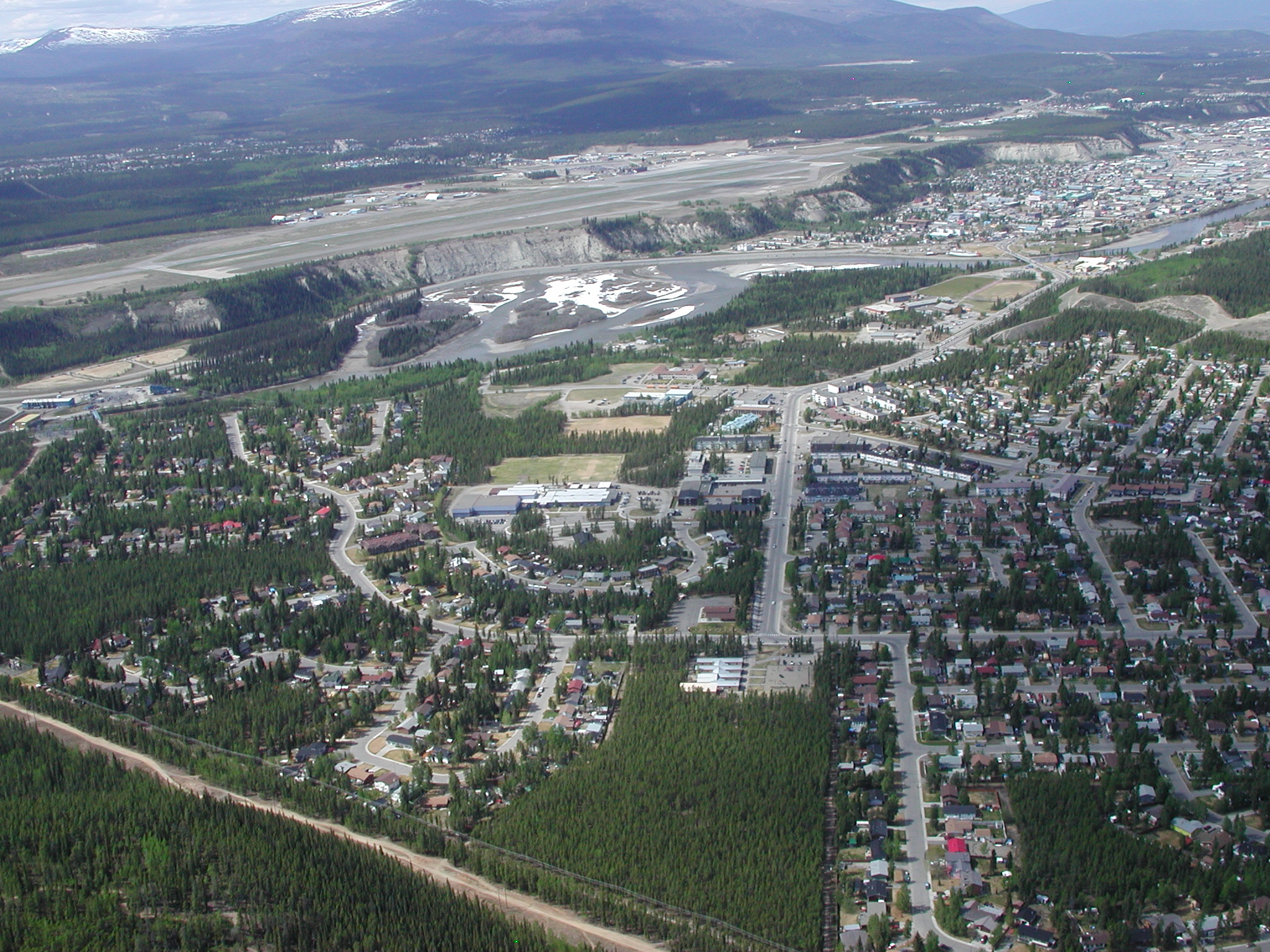
Luftansicht von Whitehorse, im Hintergrund der Flughafen

Seit dem Ende der großen Straßen- und Pipelinebauten sowie der Schließung der großen Minen, wie in Conrad oder Keno, ist der Öffentliche Dienst der bei Weitem größte Arbeitgeber. Er nimmt rund 40 Prozent der etwa 12.500 Beschäftigten auf. Whitehorse bietet die meisten Beschäftigungsmöglichkeiten, mit großem Abstand gefolgt von Dawson und Watson Lake. Allein der Flughafen der Hauptstadt fertigte 2008 fast 200.000 Passagiere ab.
Dennoch ist, mit stark schwankender Mitarbeiterzahl, eine Reihe von Rohstoffunternehmen im Territorium tätig. Einige von ihnen suchen Gold und Silber, wie Avino Silver & Gold Mines, die Tagish Lake Gold Corp. oder die Yukon Gold Corp. Andere suchen nach Industriemetallen, wie die Jinduicheng Molybdenum Co., die Molybdän und Zink abbaut, und die Yukon Zinc 2008 übernommen hat. Vielfach versuchen diese Unternehmen bekannte Lager mit verbesserten Techniken zu reaktivieren, wie die Columbia Yukon Explorations Inc., die in Cassiar Molybdän sucht. 2009 waren etwa 13 Explorationsunternehmen im Yukon tätig.
Die meisten Unternehmen existieren im Bereich des Einzelhandels, gefolgt vom Gastgewerbe, wenn man nur die aushäusigen Gewerbe berücksichtigt. Unter Berücksichtigung der inhäusigen Gewerbe führen wissenschaftliche und technische Dienstleistungen – hier handelt es sich bei rund der Hälfte der Unternehmen um welche mit einem Jahreseinkommen von unter 25.000 CAD – vor Baugewerbe und Handel. Einschließlich der Gastgewerbe und Dienstleistungen ist in diesen Bereichen mehr als die Hälfte der Unternehmen zu finden.
Die meisten Beschäftigten im aushäusigen Gewerbe weist der Einzelhandel auf, mit über 2200 Arbeitnehmern. Das Gast- und Lebensmittelgewerbe beschäftigte mehr als 1500 Arbeitnehmer, davon die rund 100 Übernachtungsbetriebe etwa 800. Allein 20 Lebensmittelläden beschäftigten über 420 von ihnen, diesem folgten die fünf Kaufhäuser (Department Stores) mit knapp 220. Tankstellen beschäftigten über 160 Menschen.

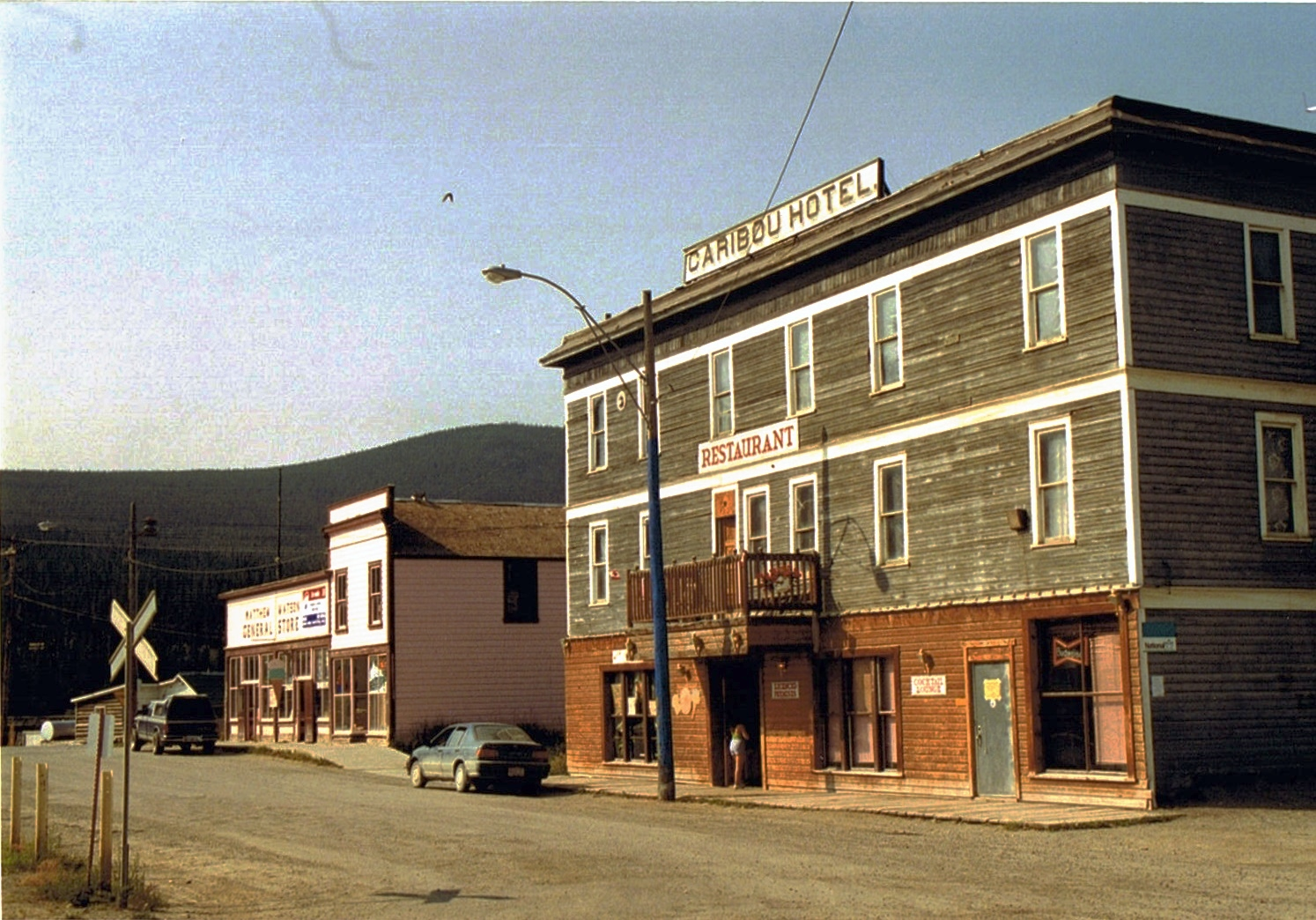
Caribou Hotel in Carcross, heute Besucherinformationszentrum

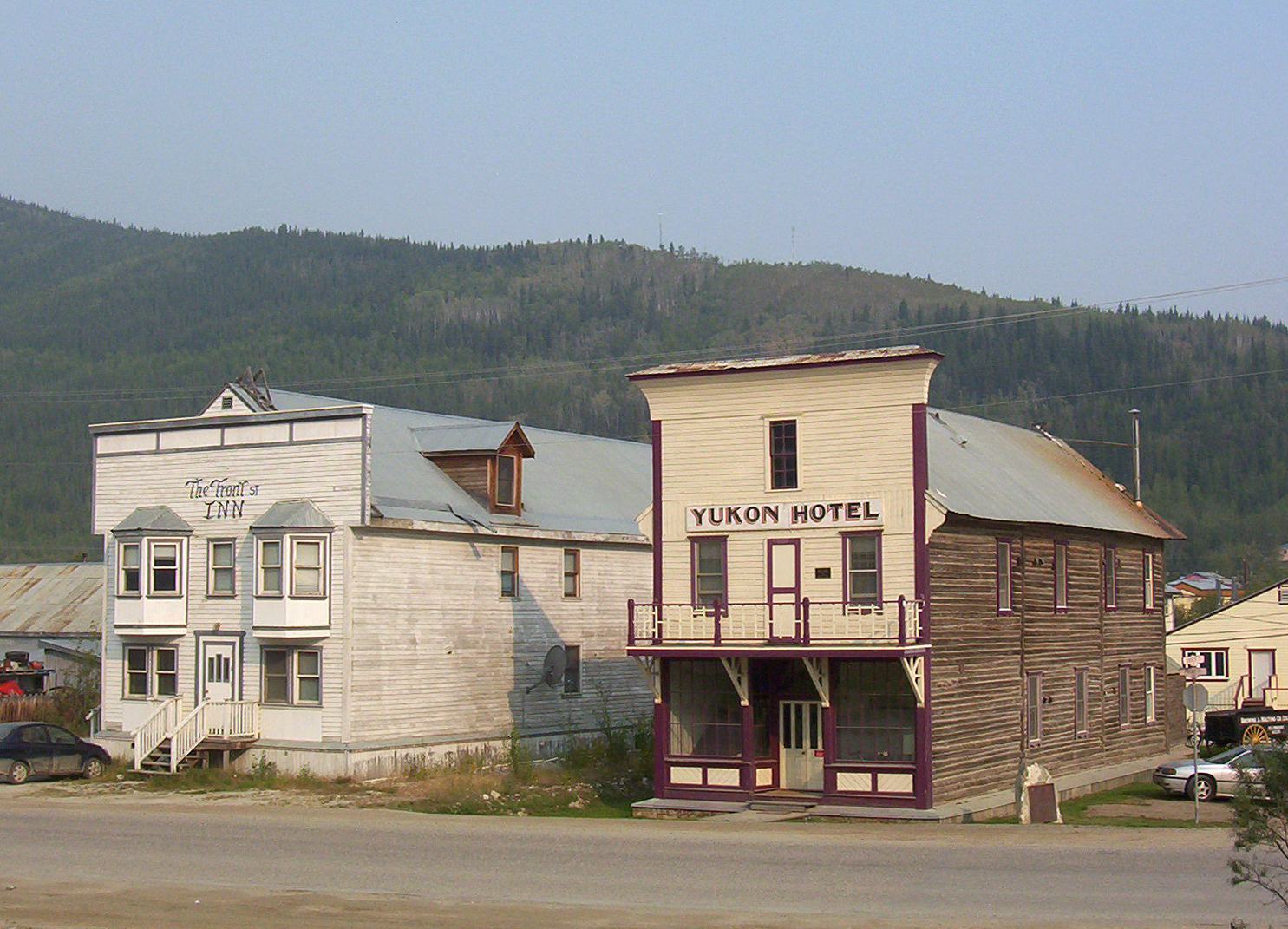
The Trail’s Inn und Yukon Hotel in Dawson

Landwirtschaftliche Produkte für den lokalen Bedarf werden auf nur 12.500 ha erzeugt, die überwiegend im Takhini Valley westlich von Whitehorse liegen. Daneben gibt es Agrarwirtschaft in geringerem Umfang um Dawson, Watson Lake und Mayo. 24 Seen werden für Angler mit Fischen befüllt, um die natürlichen Bestände zu schützen, bzw. sie dem Fang der Indianer vorzubehalten, die ihre Bestände selbst pflegen. Die kleinteilige Holzwirtschaft trägt hingegen, bei einer Waldfläche von 81.000 km², vorrangig zur Bauindustrie bei, die jedoch im Jahr 2008 um über 26 Prozent zurückging. Schließlich besitzen 333 Yukoner Lizenzen zum Fallenstellen, von denen rund die Hälfte Indianern gehört.
Hauptenergieressource ist Wasser, daneben wird im Kotaneelee-Feld Gas gewonnen, das jedoch nur der Ausfuhr dient und stark rückläufig ist. Da es nicht verarbeitet wird, muss Gas für den Verbrauch eingeführt werden. Der Ausbau regenerativer Energien hat erst begonnen.
Mehr als ein Viertel der Unternehmen lebt zumindest partiell vom Tourismus, 128 Unternehmen lebten 2007 praktisch nur davon, wobei der Tourismus der Yukon-Bewohner selbst fast keine Rolle spielt. Entsprechend dieser Struktur liegt der Anteil der Saisonarbeiter bei über 18 Prozent. Sechs Besucherzentren versorgen mehr als 230.000 Touristen mit Informationen, 2007 kamen allein 329.203 Besucher, doch fiel diese Zahl 2008 um 9 Prozent.
Der Tourismus basiert zum einen auf den Nationalparks sowie auf zahlreichen Nutzungstypen der ausgedehnten, menschenleeren Gebiete, zu denen Kajak- und Raftingfahrten, Tierbeobachtungen und Wanderungen gehören, ebenso wie Lehrpfade und Einführungen in die indianischen Kulturen. Hinzu kommen kulturelle Veranstaltungen, wie Musikfestivals (Frostbite Music Festival oder Dawson Music Festival), aber auch zunehmend die historischen Relikte des Goldrauschs, vor allem in und um Dawson, aber auch historischer Eisenbahnen. Schließlich kommen die zahlreichen Hinterlassenschaften aus der Bauphase des Alaska Highways, wie Fahrzeuge und Baumaschinen hinzu, die im trockenen Klima gut erhalten bleiben. 14 First Nations haben sich in einem eigenen Verband zur Tourismusförderung zusammengeschlossen, zu dem auch verschiedene Kulturorganisationen gehören. Fast alle First Nations unterhalten Kulturzentren, die Artefakte, Fotografien und Literatur zur Regionalkultur und -geschichte bieten.
Am 19. März 2009 beschloss die Regierung in Whitehorse vor dem Hintergrund der Weltwirtschaftskrise ein Konjunkturprogramm im Umfang von mehr als einer Milliarde CAD. Davon sind 56 Millionen für Straßenbaumaßnahmen und 160 Millionen für das Wasserkraftprojekt bei Mayo vorgesehen. Der überwiegende Teil der Gelder stammt dabei nicht aus dem Territorium, sondern wird von der kanadischen Regierung in Ottawa beigesteuert.
Die Arbeitslosenrate lag im Juli 2009 bei 7,3 %, im Oktober bei 6,3 %, während sie ein Jahr zuvor bei 5 % gelegen hatte. Die Gesamtzahl der Beschäftigten lag 2009 bei rund 16.600, ein Jahr zuvor lag diese Zahl noch bei rund 17.000.

## Verkehr

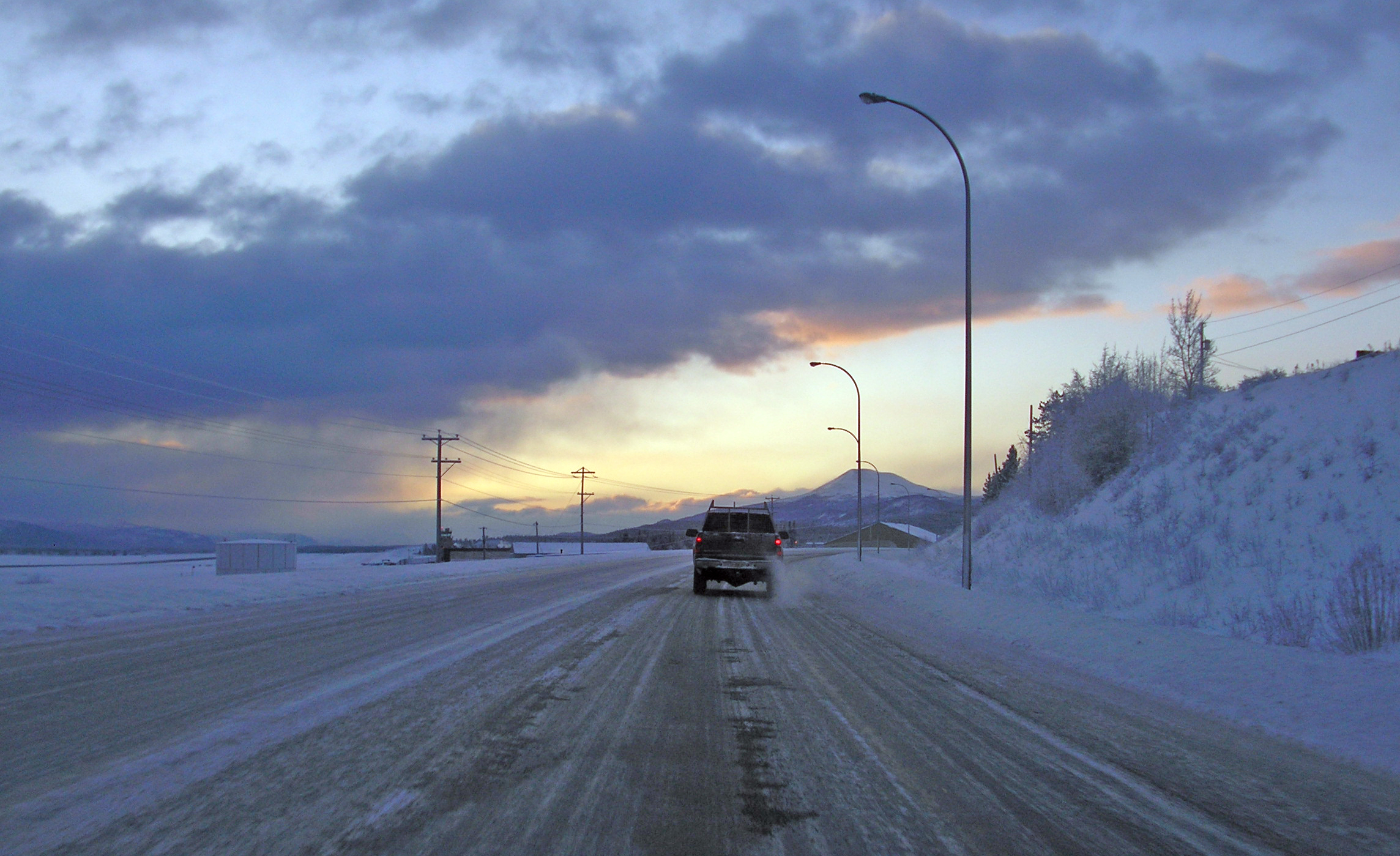
Alaska Highway bei Whitehorse

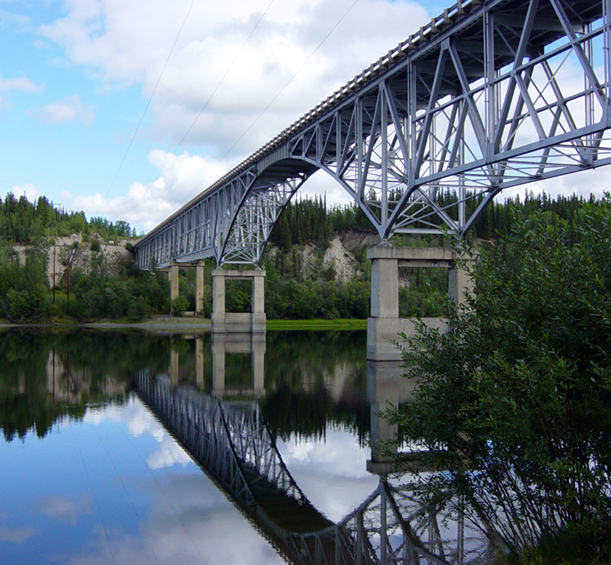
Brücke zwischen Watson Lake und Whitehorse

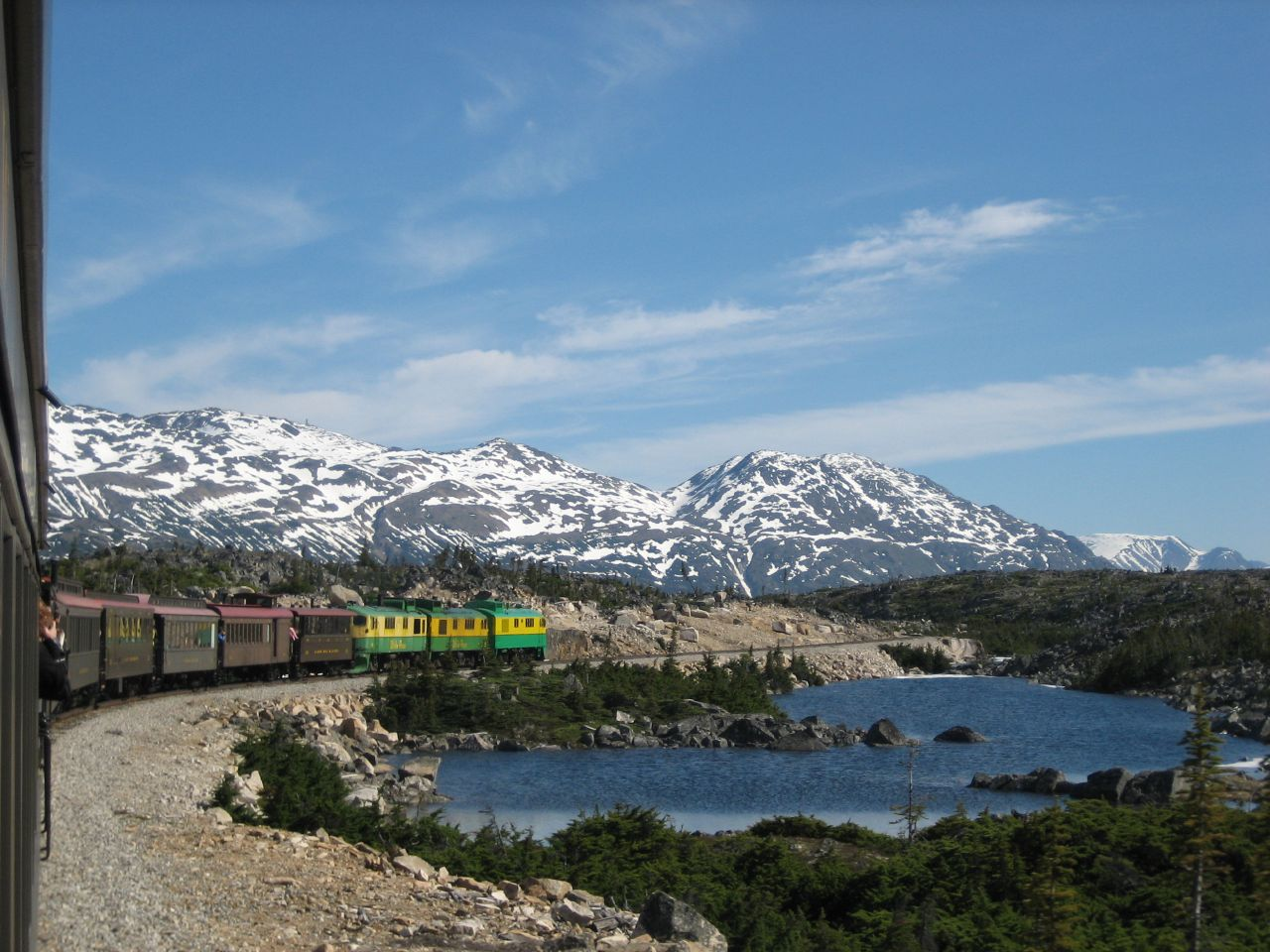
Zug der White Pass and Yukon Railway

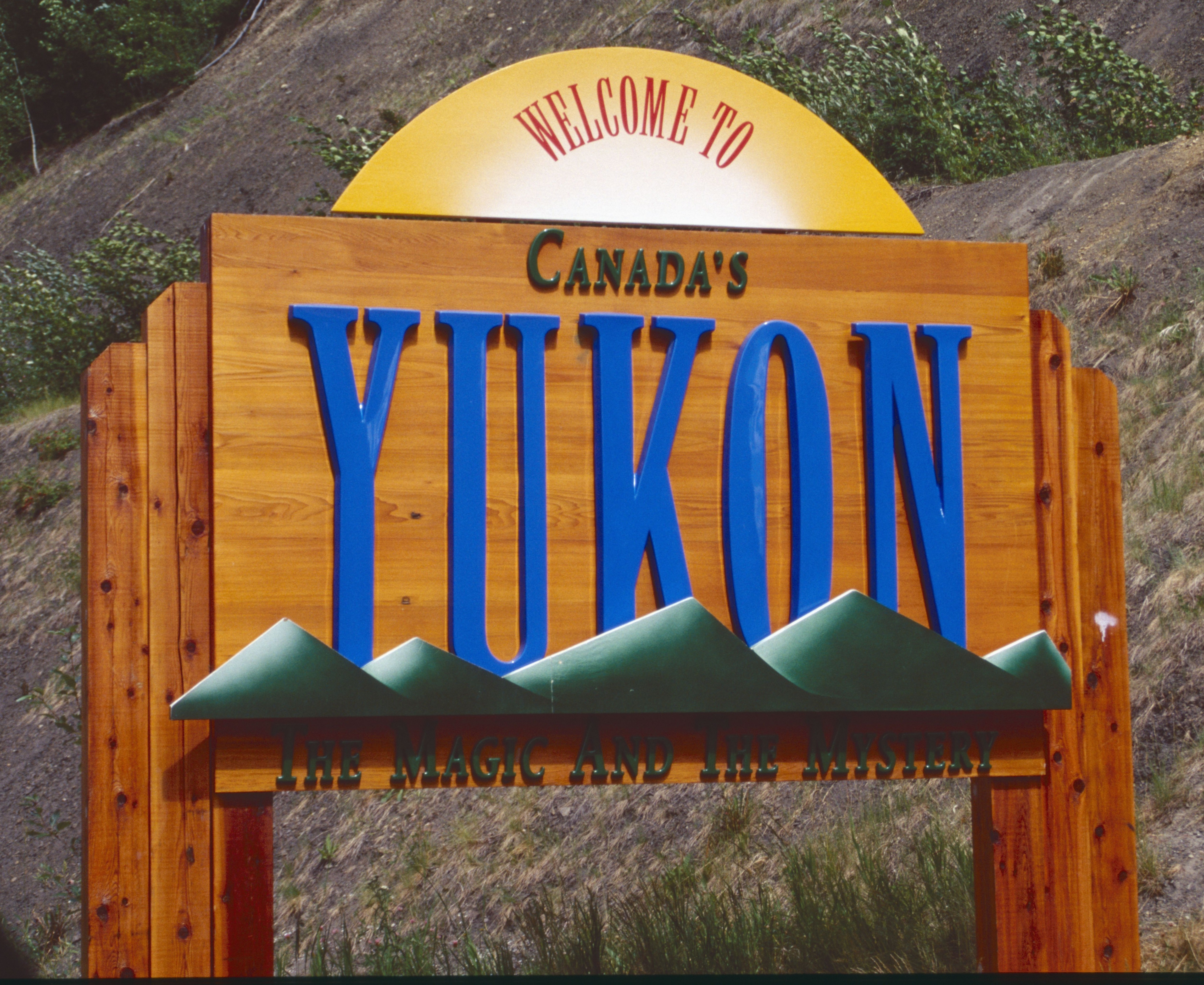
Willkommensschild auf dem Alaska Highway an der Grenze zwischen der Provinz Britisch-Kolumbien und dem Yukon-Territorium.

Die meisten Besucher erreichen Yukon auf dem Luftweg über den Flughafen von Whitehorse oder mit dem Auto von British Columbia oder Alaska. Whitehorse befindet sich am Kilometer 1476 des Alaska Highway, rund 105 km nördlich der Grenze zu British Columbia. Greyhound bietet eine Busverbindung von Edmonton und Vancouver, Gray Line of Alaska und andere Anbieter unterhalten Verbindungen nach Skagway, Tok, Anchorage, Fairbanks und Haines in Alaska.
Yukon wurde durch den Bau des Alaska Highway für den Straßenverkehr erschlossen, der bis in die 1950er Jahre vor allem von Flussschiffen getragen wurde. Zu den wichtigsten Straßenverbindungen, und den wenigen, die partiell asphaltiert sind, gehören der Klondike Highway, der Skagway mit Dawson verbindet, der Dempster Highway, der von Dawson nach Inuvik am Mackenzie River führt, der Robert Campbell Highway, der Watson Lake und Carmacks verbindet, sowie die Atlin Road, die Atlin an den Alaska Highway anbindet. Hinzu kommt die Canol Road von Whitehorse ostwärts.
Der Flughafen in Whitehorse (seit Dezember 2008 Erik Nielsen Whitehorse International Airport) befindet sich östlich der Stadt, am Alaska Highway. Von Vancouver fliegen täglich mehrere Maschinen dorthin. Zudem gibt es regelmäßige Verbindungen von Juneau, Anchorage und Fairbanks in Alaska sowie von Yellowknife in den Nordwest-Territorien. Bis zum Jahre 2023 bestand im Sommer zweimal pro Woche eine Direktverbindung von Frankfurt nach Whitehorse, welche nach Sperrung der Runway 14R/32L (Erneuerung) für mindestens zwei Jahre eingestellt wurde. Eine Wiederaufnahme der Direktverbindung ist fraglich, da die mittlerweile eingeflotteten Langstreckenflugzeuge zu groß für die Runway sind. Innerhalb des Territoriums stehen 31 Flugplätze zur Verfügung.
Für den Verkehr innerhalb Yukons stehen neben Flugzeugen und Schlitten, seien es von Motoren oder von Schlittenhunden angetriebene, vor allem Busse, Autos und eine Eisenbahnstrecke zur Verfügung. Dies ist die White Pass and Yukon Railway, die Whitehorse und Skagway verbindet. Sie sollte ursprünglich Skagway und Fort Selkirk verbinden, was jedoch angesichts der nach dem Goldrausch zusammenbrechenden Bevölkerungszahlen unrentabel war und aufgegeben wurde. Von Skagway nach Carcross fährt heute wieder eine Touristenbahn. Zur Zeit des Goldrauschs gab es außerdem einige Minenbahnen um Dawson.

## Kultur
Entsprechend der Herkunft der Zuwanderer und den Kulturen der Indianer ist die Kultur Yukons insgesamt von zwei großen Gruppen geprägt, der im weitesten Sinne europäischen, also einschließlich der Zuwanderer aus den USA, und der der First Nations. Übergreifende Verständigungssprache ist das Englische.

### Sprachenvielfalt
Zwar wird die Bedeutung der Sprachen der Ureinwohner anerkannt, doch schreibt das Yukon-Gesetz nur die Sprachen Englisch und Französisch für Gesetzestexte, Gerichtsverfahren und Akten der Gesetzgebenden Versammlung vor.
Die Volkszählung von 2006 ermittelte 29.940 Angaben zur Muttersprache, die nur eine Sprache enthielten. Hinzu kamen 255 Personen mit mehreren Angaben. Die häufigsten Angaben waren:
| 1.  | Englisch               | 25.655 | 85,69 % |
| 2.  | Französisch            | 01.105 | 03,69 % |
| 3.  | Deutsch                | 00.775 | 02,59 % |
| 4.  | Athapaskische Sprachen | 00.650 | 02,17 % |
| 5.  | Chinesisch             | 00.260 | 00,87 % |
| 6.  | Tagalog                | 00.145 | 00,48 % |
| 7.  | Niederländisch         | 00.140 | 00,47 % |
| 8.  | Spanisch               | 00.130 | 00,43 % |
| 9.  | Vietnamesisch          | 00.105 | 00,35 % |
| 10. | Ungarisch              | 00.080 | 00,27 % |
| 11. | Panjabi                | 00.080 | 00,27 % |
| 12. | Tlingit                | 00.070 | 00,23 % |
| 13. | Inuktitut              | 00.060 | 00,20 % |
| 14. | Russisch               | 00.055 | 00,18 % |

Der ganz überwiegende Teil der nichtindianischen Sprecher lebt jedoch in Whitehorse. Außerhalb dieser Stadt stellt sich die Situation ganz anders dar. Acht Sprachgruppen dominieren hier. Dies sind Tutchone im Zentrum (Northern Tutchone) und im Südwesten (Southern Tutchone), mit Ausläufern des Tlingit und Upper Tanana, die vor allem in Alaska und British Columbia verbreitet sind, dann Tagish, dazu Kaska im Südosten. Im Norden hingegen dominieren Han und Gwich’in. Eine Reihe von Sprachprogrammen bemüht sich um Erhaltung und Verbreitung der Sprachen.

### Einflüsse indianischer Kulturen
Der Einfluss der Ureinwohner ist in Yukon vielfach zu bemerken und hat in den letzten Jahrzehnten deutlich zugenommen. So sind sie nicht nur stärker im Bereich des Tourismus tätig, sondern auch Initiatoren von international anerkannten Kulturdarbietungen geworden. Dazu zählt etwa das 1988 entstandene Yukon International Storytelling Festival, das von Angela Sidney (1902–1991) initiiert wurde, die zu den Tagish zählte. Die Teilnehmer repräsentieren die Erzählkünste aller Kontinente.

### Bildung und Forschung
Neben den Schulen gibt es in Yukon nur eine Stätte höherer Bildung, das Yukon College in Whitehorse. Sein Vorgänger, das Yukon Vocational and Technical Training Centre, entstand mit der fortschreitenden Erschließung des Territoriums als Rohstofflieferant Anfang der 1960er Jahre. 1977 schloss das College eine Partnerschaft mit der University of British Columbia ab. Auf dieser Basis entstand 1983 das Yukon College. 1988 bezog das College neue Baulichkeiten am Yukon Place im Stadtteil Takhini im Osten von Whitehorse. Inzwischen gibt es eine Kooperation mit der University of the Arctic, die sich den Kulturen rund um den Nordpol verschrieben hat und die 2001 gegründet wurde, sowie mit der University of Regina, der Universität der Provinzhauptstadt von Saskatchewan. Daher bietet das College einen Bachelor of Circumpolar Studies an, einen Abschluss, der Nordkanada, Alaska und Nord-Russland berücksichtigt. Auch findet sich ein Archiv (Yukon Archives) und ein Kunstzentrum (Arts Centre) in den Gebäuden.
Für die Ureinwohner bietet das College das First Nations Executive Development Program und das Yukon College’s Environmental Officer Training Program. Diese Programme dienen der Ausbildung von Verwaltungs- und Managementpersonal sowie dem Umweltschutz. Letzterer soll auf diese Art stärker unter Absprache mit den jeweiligen Stämmen gefördert werden und auch Gruppen erreichen, die in abgelegenen Gebieten leben.
Neben den Unterrichtsstätten existieren die vier Regierungsbibliotheken Yukon Energy, Mines & Resources Library, Yukon Environment, Yukon Public Law und Yukon Staff Development Library. Sie bieten entsprechend ihren Schwerpunkten Bestände zu den Bereichen Rohstoffe und Energie, Umwelt, öffentliches Recht und Ausbildung von Staatsdienern, die partiell auch außerhalb von Whitehorse zugänglich sind. Hinzu kommen als öffentliche Bibliotheken die Yukon Public Libraries, die 15 Standorte aufweisen, sowie die Yukon Archives Library in Whitehorse.

### Museen

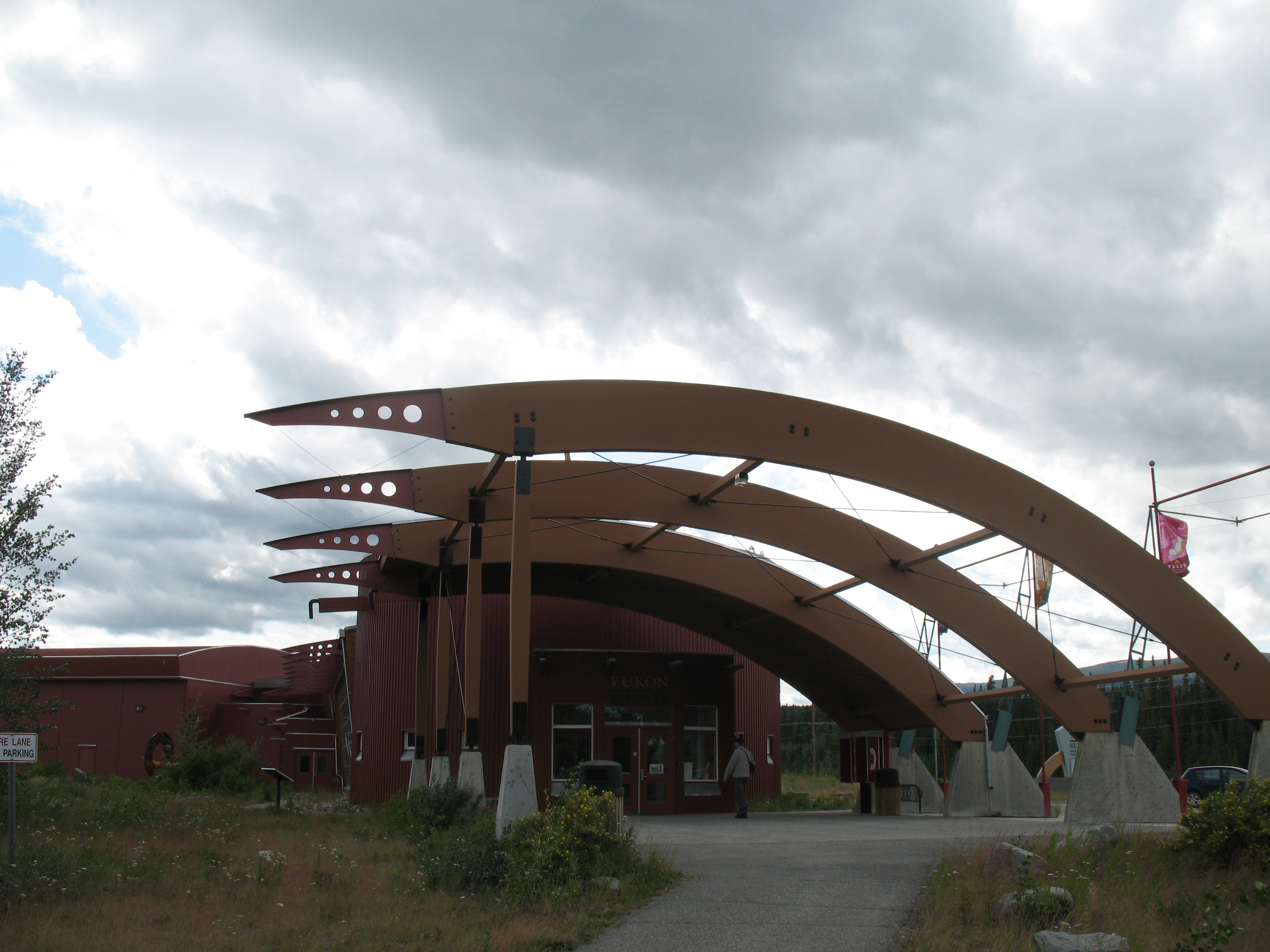
Eingang zum Yukon Beringia Interpretive Centre

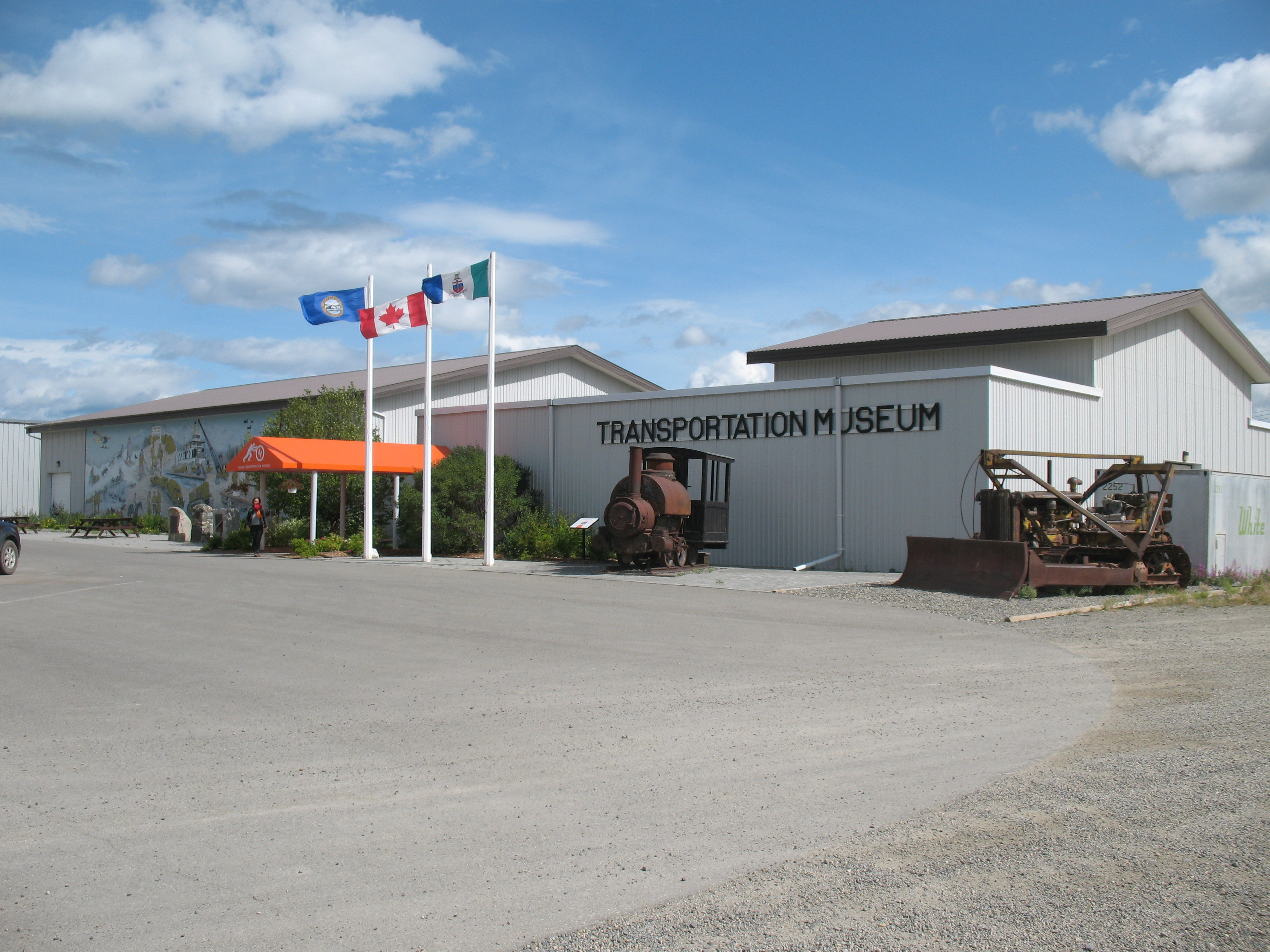
Verkehrsmuseum in Whitehorse

Die meisten Museen befinden sich in Whitehorse. Während sich das Yukon Beringia Interpretive Centre beim Flughafen der Frühgeschichte und der der First Nations verschrieben hat, befassen sich vier Museen mit der so genannten Pionierzeit.
Das Yukon Transportation Museum (ebenfalls beim Flughafen) legt seinen Schwerpunkt auf die Verkehrstechnik, das nordwestlich von Whitehorse gelegene MacBride Copperbelt Mining Museum, das eine Eisenbahn unterhält und ein Museum, auf die Jahrzehnte der Kupfergewinnung, das Old Log Church Museum (Downtown Whitehorse) bietet in einer Kirche aus der Gründungszeit von Whitehorse Missions- und Kirchengeschichte dar.
Das eigentliche historische Museum ist allerdings das ausgedehnte MacBride Museum für die Geschichte des Yukon, das in der Kernstadt (Downtown) von Whitehorse liegt.

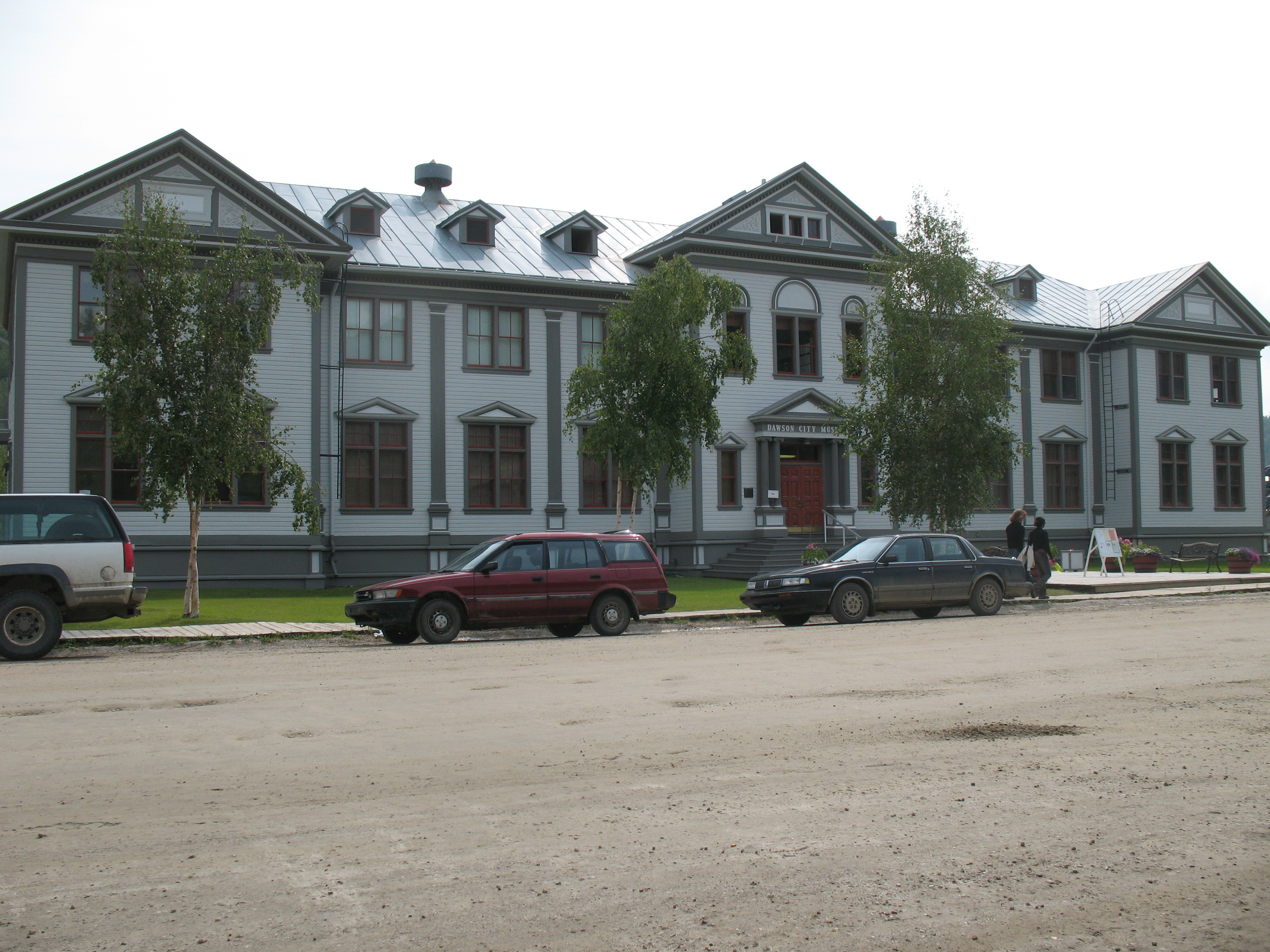
Stadtmuseum von Dawson, zudem Sitz der Historischen Gesellschaft

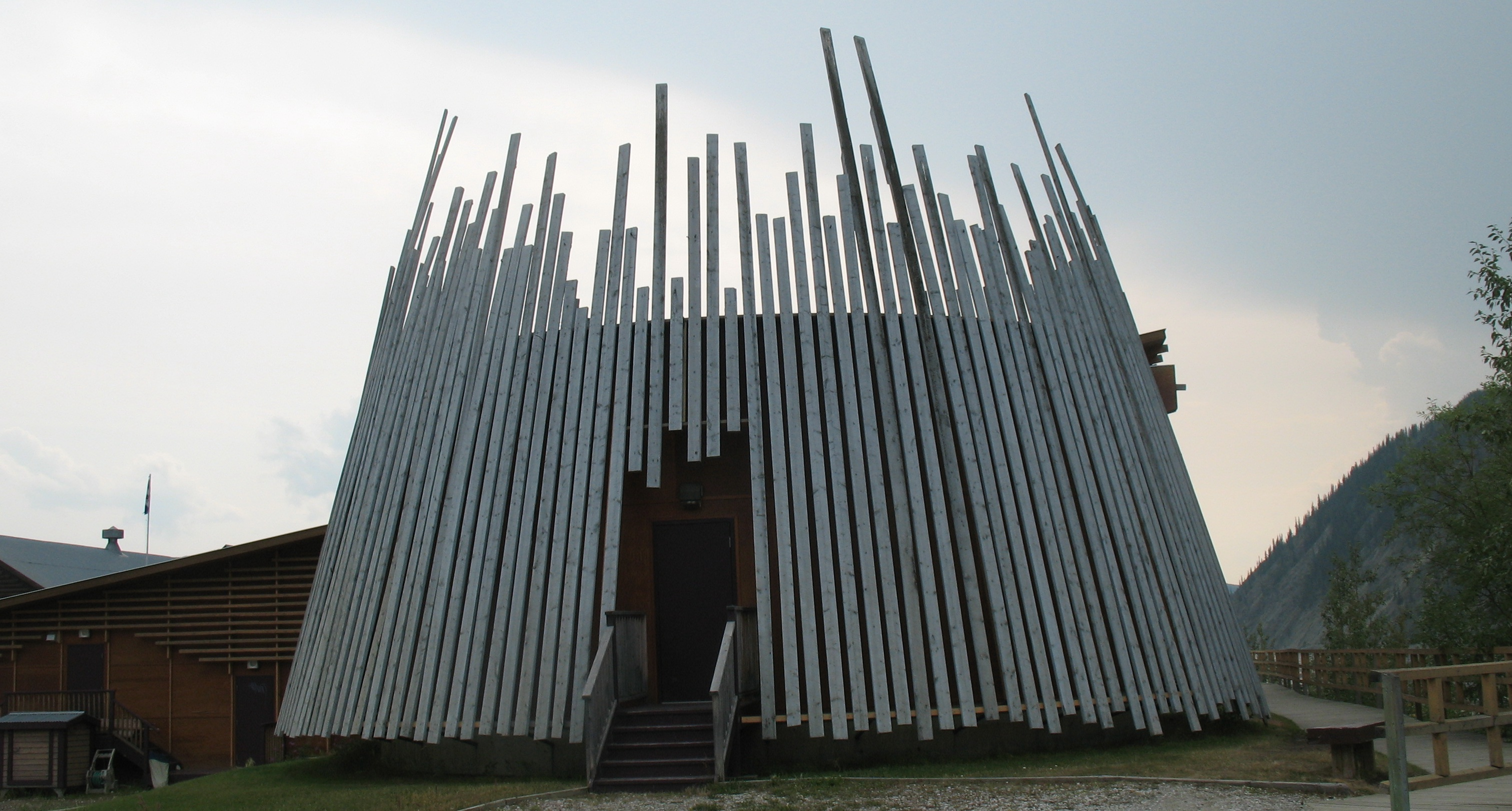
Kulturzentrum Dänojà Zho der um Dawson beheimateten Tr’ondek Hwech’in, Hans-Jürgen Hübner, 2009

Weitere Museen befinden sich in Dawson (das Dawson City Museum and Historical Society und das Dänojà Zho Cultural Centre der dortigen Tr’ondek Hwech’in First Nation), Keno (Keno City Mining Museum), Watson Lake (Northern Lights Centre). Hinzu kommt die Oblatenkirche in Burwash Landing, zu der eine Schule gehört, sowie die Wohnung des Missionars, die zwischen Schule und Kirche liegt. Außerhalb der Hauptstadt sind neben den Kulturzentren der First Nations das George Johnston Museum bei Teslin und das Kluane Museum of Natural History in Burwash Landing zu nennen.
Hinzu kommen mehrere Interpretive centres, eine Mischung aus Museum und Lehreinrichtung für Besucher. Diese finden sich in zahlreichen Parks, vor allem in den Nationalparks, in einigen Orten wie Beaver Creek oder das Tagé Cho Hudän Interpretive Centre in Carmacks.

### Zeitungen, Radio, Fernsehen
Die erste Zeitung auf dem Gebiet Kanadas erschien zwar bereits 1752, doch die meisten hingen von Parteien ab, meist als Organe bestimmter politischer Führer, heute gehören sie überwiegend zu großen Konglomeraten der Medienindustrie. Für diese ist der Yukoner Markt jedoch zu klein. Die wichtigste Zeitung ist hier der Whitehorse Star. Daneben bestehen l’aurore boréale, das einzige französische Blatt, und, von Freiwilligen produziert, The Klondike Sun aus Dawson.
1928 bestanden in Kanada bereits 60 Radiostationen, doch erst 1951 nahm CFWH (CF Whitehorse) den Sendebetrieb auf, 1959 folgte CBDB Watson Lake, 1960 und 1961 erhielten Elsa und Mayo eigene Sender bzw. Transmitter, 1963 und 1964 folgten Beaver Creek und Teslin, 1967 Swift River und 1975 Ross River, 1987 Atlin und weitere Orte. 1984 erhielt Northern Native Broadcasting Yukon (NNBY) eine Lizenz zur Ausstrahlung von Radiosendungen in indigenen Sprachen. Der Sender mit dem Kürzel CHON-FM gehört allen First Nations im Yukon. Neben der CBC senden heute zwei Sender aus Whitehorse, die CHON-FM und seit 1969 die CKRW-FM (Klondike Broadcasting Co. Ltd.). Daneben besteht seit 1997 in Tagish der Ein-Mann-Betrieb CFET-AM von Robert G. Hopkins. Er sendet seit 2005 zudem täglich zwei Stunden auf Estnisch.
Seit 1952 gibt es Fernsehen in Kanada, wobei die CBC der bedeutendste Sender ist. 1961 entstand ein zweites Netzwerk, das private Netzwerk CTV, 1968 Kabelfernsehen. CBC/North betrieb zunächst eine Fernsehstation in Yellowknife, seit 1967 wurden vorgefertigte Produktionen in den Norden geflogen, ein Verfahren, das sich Frontier Coverage Package nannte. Whitehorse war ab 1968 die zweite Sendestation im Norden. Eigene Programme, wie Focus North entstanden erst ab den 80er Jahren. Daneben besteht CFTS-TV in Teslin.
Seit Januar 1995 besteht Anschluss an das Internet, mit YKnet Inc. entstand der erste Provider der Provinz. Yukon News stellt auf diesem Wege Nachrichten bereit.

### Sport
Die geringe Einwohnerzahl und auch das Klima erlauben nur eine bescheidene Entwicklung der in Kanada verbreiteten Sportarten, doch sind Hundeschlittenrennen – vor allem der Yukon Quest – und die alle zwei Jahre stattfindenden Arktischen Winterspiele von Bedeutung. Letztere wurden erstmals 1970 von 710 Athleten aus Alaska, den Nordwest-Territorien und dem Yukon bestritten. Es folgten Nord-Québec und Nord-Alberta, auch die vorhandenen indianischen Wettbewerbe schlossen sich an. 1992 kamen die russischen Oblaste Magadan und Tyumen sowie Grönland hinzu, als die Spiele in Whitehorse stattfanden. Dort fanden sie auch im Jahr 2000 statt. Die letzten Spiele fanden 2008 in Yellowknife statt, 2010 in Grande Prairie in Alberta, 2012 in Whitehorse, 2014 in Fairbanks und 2016 in South Slave/Hay River in den Nordwest-Territorien statt. Zu den Disziplinen gehören u. a. Hundeschlittenrennen, Wrestling nach Inuit-Art, Head-Pull und Schneeschuhrennen.